# Hármashatár-hegy
A Hármashatár-hegy (rövidítve HHH vagy 3H) a Budai-hegység északi-északkeleti részében az Ördög-árok, a Duna völgye, a Solymári-völgy és a Pesthidegkúti-medence között elhelyezkedő rögcsoport központi, 495 méter magas orma. Környékének nagy része védett, Natura 2000 vagy országos védettségű terület. Erdősége a Pilisi Parkerdő Zrt. kezelése alatt áll. 
Közigazgatásilag Budapest II. és III. kerületéhez, valamint Solymárhoz tartozik. II. kerületi városrészek: Csatárka, Erzsébetliget, Gercse, Kővár, Nyék, Pálvölgy, Pesthidegkút-Ófalu, Szépvölgy, Tökhegy. Óbudai városrészek: Csúcshegy, Hármashatárhegy, Mátyáshegy, Remetehegy, Táborhegy, Testvérhegy.

## Földrajza

### Geológia
A Hármashatár-hegy a Budai-hegység részeként nummuliteszes mészkővel borított, zömében dolomitból felépült, féloldalasan kiemelt sasbérc. Északkeleti részén csaknem egybeforr vele a Vihar-hegy. A hegyet szerkezeti mozgások emelték ki, és helyenként lépcsős, erdős lejtők határolják. Különösen meredek a hegynek a Duna felé leszakadó keleti lejtője. Ezen a részen 2 km távolságon belül a 400 métert is meghaladó szintkülönbség van, mely a legnagyobb a hegységben. Ennek a meredek lejtőnek az alsó részén a Solymári-völgy és a Kiscelli-fennsík között húzódó, a Duna felé lejtő, lösszel és lejtőtörmelékkel fedett kiscelli agyagból felépült teraszszerű fennsík helyezkedik el. Ilyen anyagból van a Felső-Szép-völgyi-medence is.
Területét érinti az Aranyhegyi-patak és a Farkas-torok alatt futó Antal-forrás is, valamint a Jegenye-völgyben lévő Rózsika-forrás, ami a Paprikás-patakba torkollik.
A tektonikus törésvonalak a kiemelkedő hegységi, budai részt is igen alaposan megdolgozták, a repedések utat nyitottak a nagy mélységből felemelkedő meleg vizeknek csakúgy, mint a felszínről leszivárgó karsztvizeknek. Mindezek eredményeként, a meleg és hideg vizek váltakozása során labirintusjellegű, gazdag ásványkincsű barlangok keletkeztek, így a Hármas területén is számtalan található, melyek a következők:
| Barlang neve                   | Hossza  |
| ------------------------------ | ------- |
| Barit-barlang                  | 312 m   |
| Erdőhát úti-barlang            | 23 m    |
| Gugger-hegyi-barlang           | 22 m    |
| Kecske-hegyi-hasadék           | 3,1 m   |
| Keleti-kőfejtő 3. sz. barlang  | 20 m    |
| Keleti-kőfejtő 4. sz. barlang  | 18,5 m  |
| Keleti-kőfejtő 5. sz. barlang  | 6 m     |
| Keleti-kőfejtő 6. sz. barlang  | 58 m    |
| Keleti-kőfejtő 7. sz. barlang  | 22 m    |
| Keleti-kőfejtő 8. sz. barlang  | 11 m    |
| Keleti-kőfejtő 9. sz. barlang  | 2,5 m   |
| Keleti-kőfejtő 10. sz. barlang | 4,6 m   |
| Keleti-kőfejtő 11. sz. barlang | 8 m     |
| Keleti-kőfejtő 12. sz. barlang | 13 m    |
| Keleti-kőfejtő 13. sz. barlang | 3,5 m   |
| Keleti-kőfejtő 14. sz. barlang | 6 m     |
| Keleti-kőfejtő 15. sz. barlang | 3,5m    |
| Keleti-kőfejtő 16. sz. barlang | 2,5m    |
| Keleti-kőfejtő 17. sz. barlang | 9 m     |
| Keleti-kőfejtő 18. sz. barlang | 2,3 m   |
| Keleti-kőfejtő 19. sz. barlang | 3,5 m   |
| Királylaki-barlang             | 380 m   |
| Korallos-barlang               | 61 m    |
| Kőkapu                         | 10 m    |
| Látó-hegyi-barlang             | 58 m    |
| Lehelős-lyuk                   | 60 m    |
| Oroszlán-barlang               | 11 m    |
| Oroszlán-szikla Északi-ürege   | 4 m     |
| Pál-völgyi-barlangrendszer     | 32050 m |
| Rozmaring-barlang              | 31 m    |
| Tábor-hegyi-barlang            | 162 m   |

### Domborzat
A hegycsoport összesen 24 csúcsból áll, többek között a következőkből: északra a Kálvária- és a Csúcs-hegy található, amiket a Virágos-nyereg határol el a rögcsoport közepétől. Alatta van a Vihar-hegy a maga 453 méterével. Keleti oldalából magaslik ki a 394 méter magas hármas dolomitrög, a Tábor-hegy, amit a Felső-Szépvölgy, illetve a Farkas-torok völgye választ el. Déli előhegye a 301 méteres Mátyás-hegy és a Remete-hegy, dél-délnyugatra van a Látó-hegy, nyugat-déli irányban a Kecske-hegy húzódik. Nyugaton a Újlaki-hegy és a Kecske-hegycsoport (Felső-Kecske-hegy, Alsó-Kecske-hegy, Kecske-hegy) veszi körbe.
| Csúcs neve        | Magassága | Elhelyezkedése |
| ----------------- | --------- | -------------- |
| Hármashatár-hegy  | 495 m     | Középen        |
| Vihar-hegy        | 453 m     | Észak          |
| Csúcs-hegy        | 452 m     | Észak          |
| Újlaki-hegy       | 449 m     | Nyugat         |
| Felső-Kecske-hegy | 443 m     | Dél            |
| Mária-hegy        | 421 m     | Nyugat         |
| Alsó-Kecske-hegy  | 397 m     | Dél            |
| Tábor-hegy        | 396 m     | Dél-kelet      |
| Kálvária-hegy     | 384 m     | Észak-nyugat   |
| Kecske-hegy       | 384 m     | Dél-nyugat     |
| Tök-hegy          | 379 m     | Észak          |
| Látó-hegy         | 375 m     | Dél            |
| Vadaskerti-hegy   | 371 m     | Nyugat         |
| Szarvas-hegy      | 356 m     | Észak-nyugat   |
| Remete-hegy       | 351 m     | Dél-kelet      |
| Homok-hegy        | 340 m     | Nyugat         |
| Vörös-kővár       | 338 m     | Észak-nyugat   |
| Nyéki-hegy        | 334 m     | Nyugat         |
| Les-hegy          | 320 m     | Észak-nyugat   |
| Felső-patak-hegy  | 312 m     | Észak-nyugat   |
| Mátyás-hegy       | 301 m     | Dél            |
| Vaskapu-hegy      | 293 m     | Dél-nyugat     |
| Alsó-patak-hegy   | 216 m     | Észak-nyugat   |
| György-hegy       | 202 m     | Észak-nyugat   |

### Élővilág
A hegy élővilága a Budai-hegységhez kapcsolódik, területén endemikus fajok is megtalálhatóak. Környékének nagy része védett, Natura 2000 vagy országos védettségű terület.
A viszonylag nagy magasság miatt a gyertyános–tölgyes a meghatározó erdőtípus, a hegyoldalon a dolomitos talaj miatt a cserszömörcés karsztbokorerdő mutatkozik, az aljnövényzetet pedig a dolomit sziklagyepek határozzák meg.

 
A fák közül a tölgy és a gyertyán a leggyakoribb, a karsztbokorerdő jellemző cserjéi a sárga cserszömörce, a szirtes gyöngyvessző, a fekete madárbirs, a vadkörte, a házi berkenye, vagy a ligeti szőlő. A gyepben olyan ritkaságok is fellelhetőek, mint a budai nyúlfarkfű, a piros kígyószisz, a bangófélék közül pl. a légybangó, a szarvas bangó, illetve a sallangvirág.

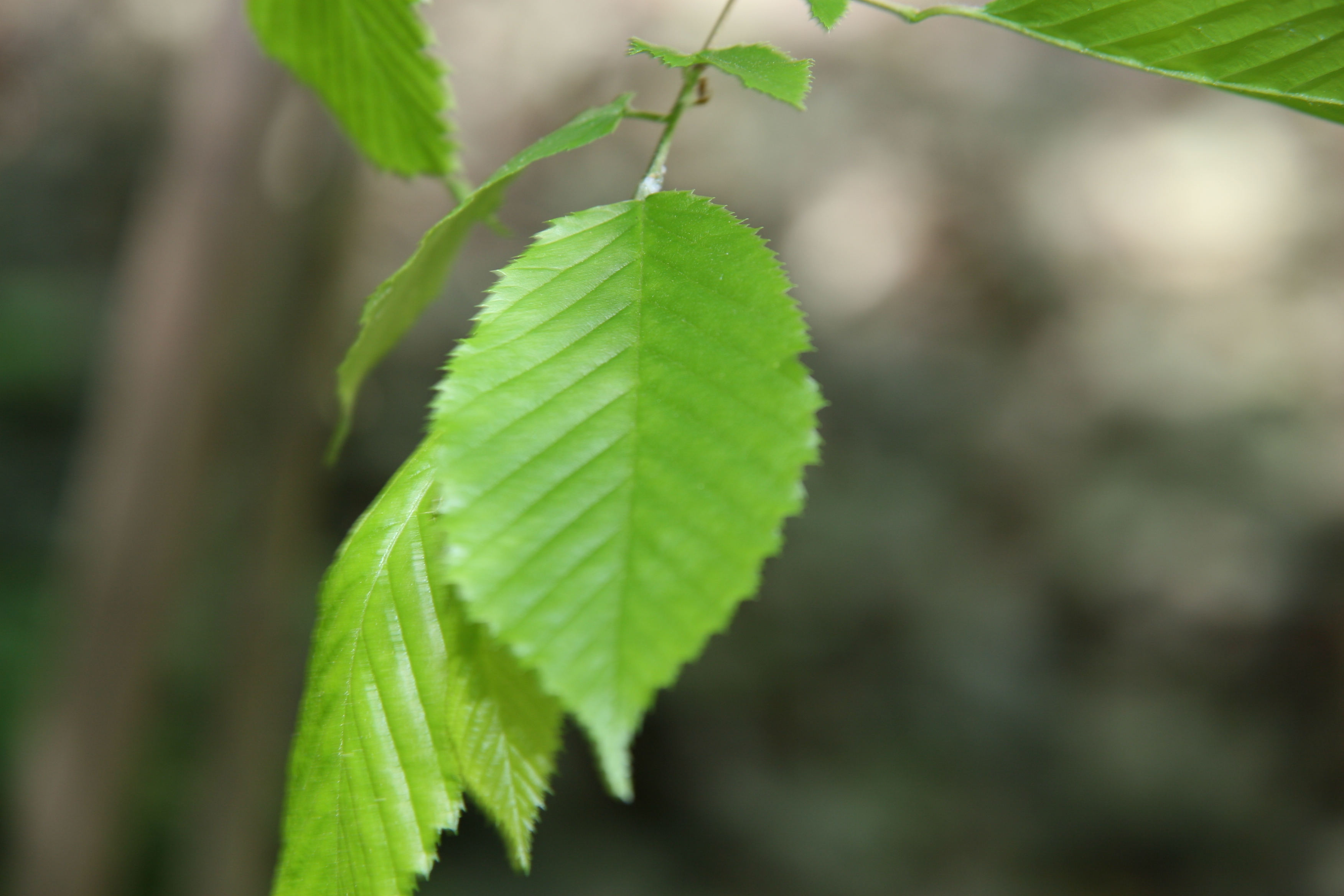
A gyertyán jellegzetes levele
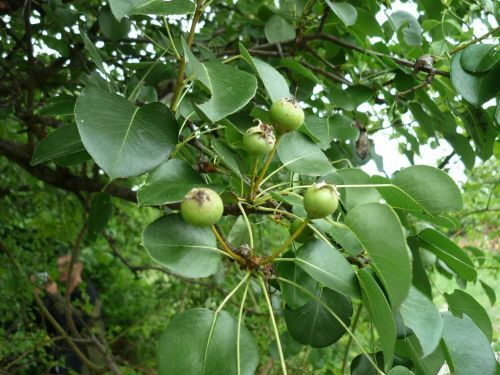
Vadkörte
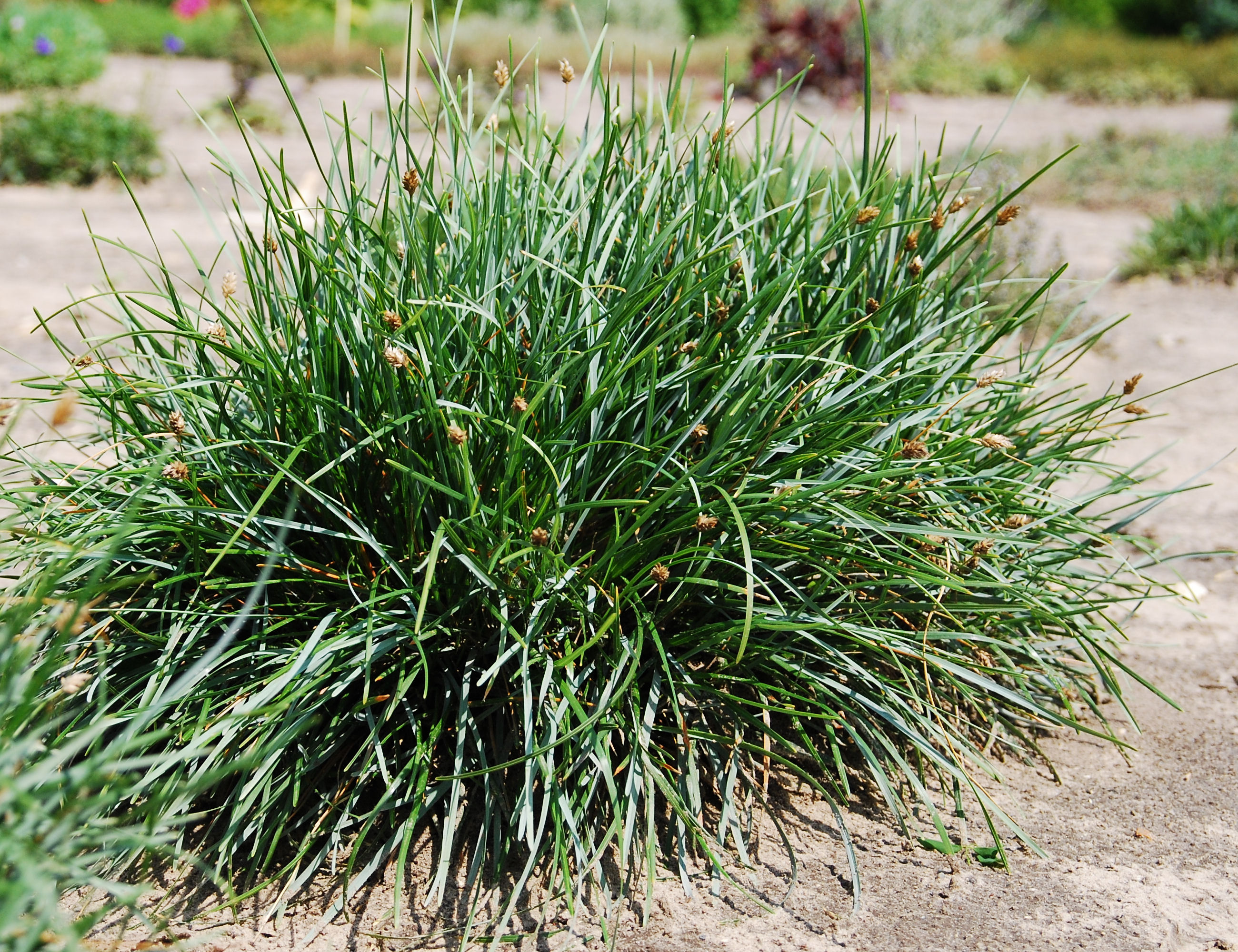
Budai nyúlfarkfű
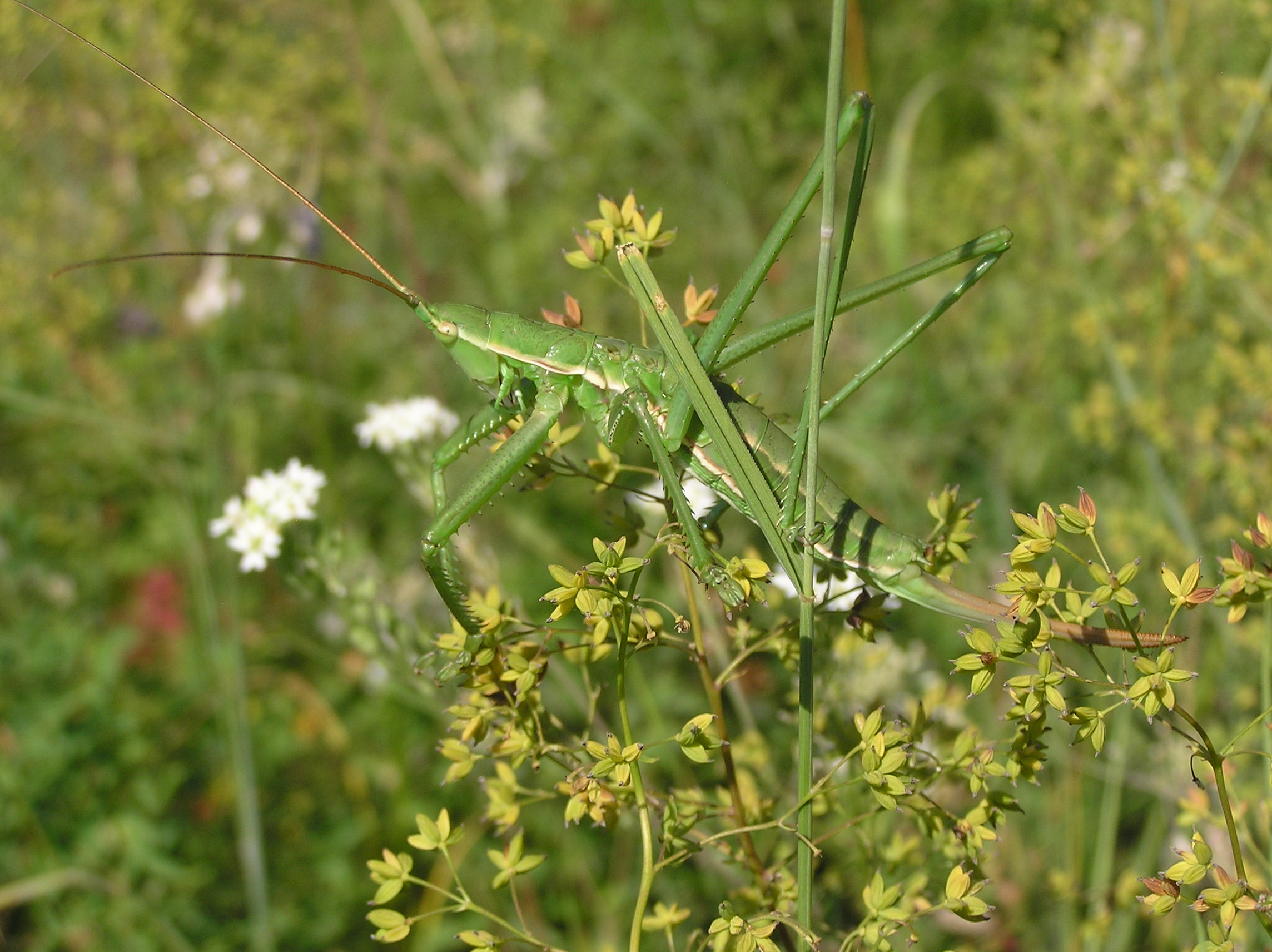
Fűrészlábú szöcske

Egy 1931-es ásatás során a Tábor-hegyi-barlangban Kadić Ottokár vezetésével a bejárat közelében pleisztocén emlősök, például vadló, gyapjas orrszarvú és gímszarvas jól megmaradt csontjaira akadtak. A jelenlegi gazdag élővilág leginkább madarakban és rovarokban mutatkozik meg: utóbbiak közüli ritkaság pl. a fűrészlábú szöcske, illetve a rablópillék. Hüllőként a ritka pannon gyík is szemünk elé kerülhet, emlősök tekintetében pedig vaddisznó, őz, nyúl, róka, szarvas, ürge vagy akár nyuszt is. 

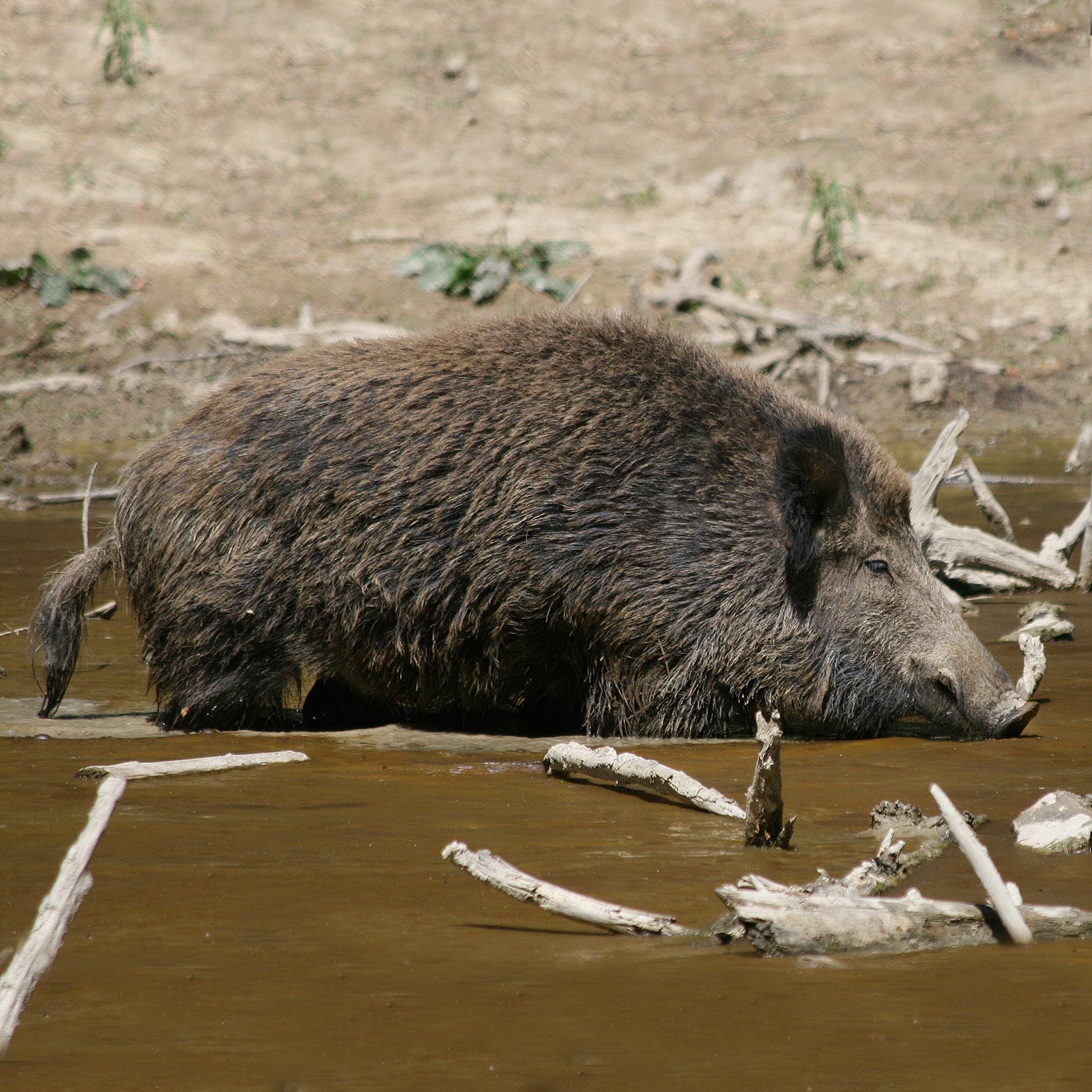
Dagonyázó vaddisznó
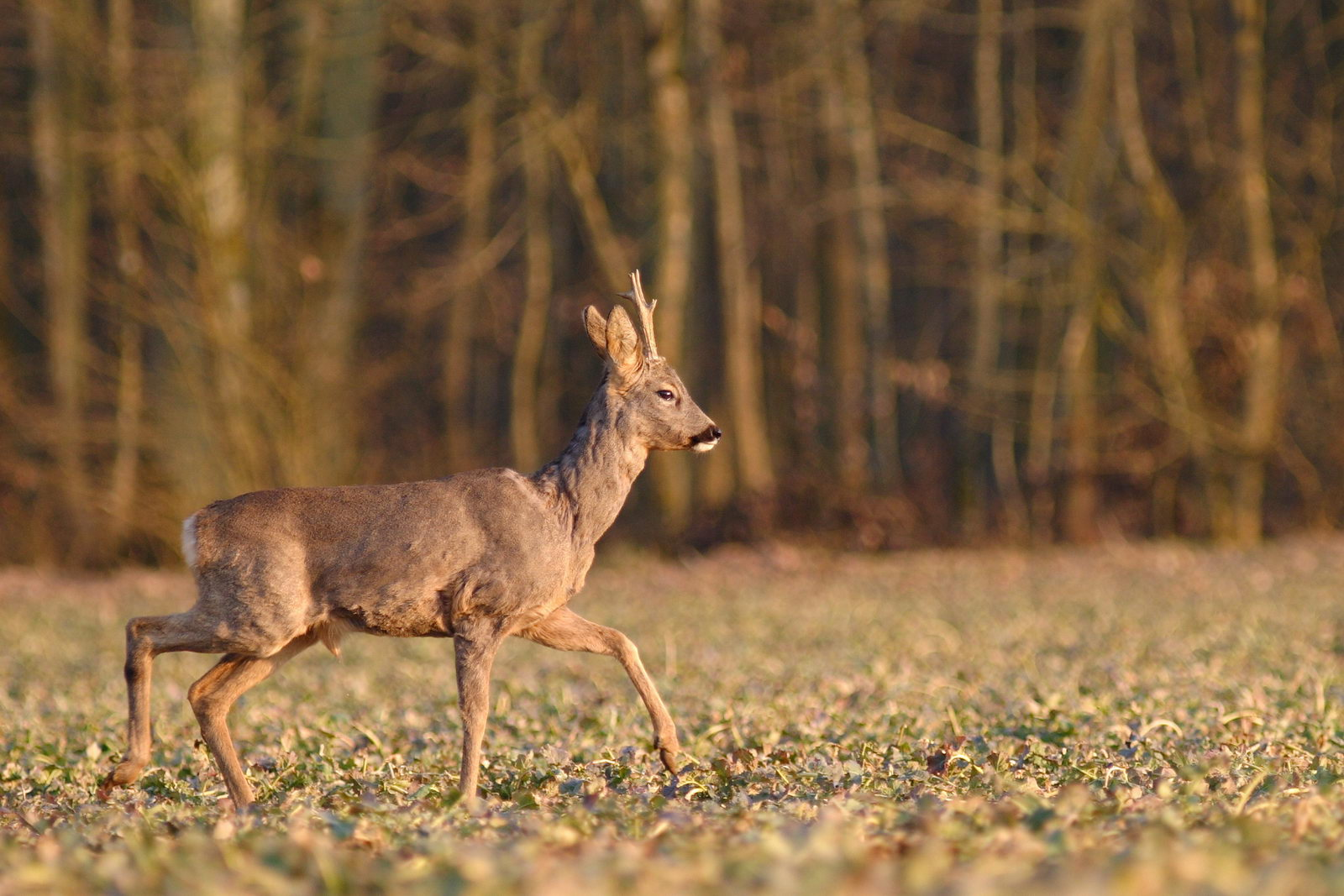
Európai őz
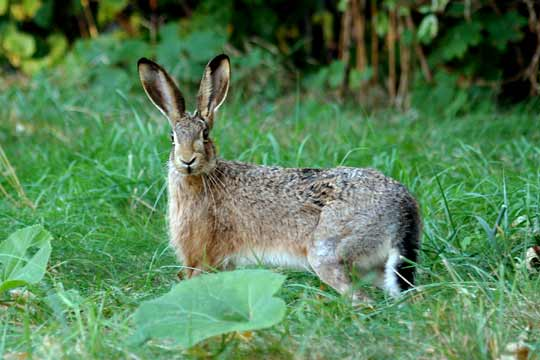
Mezei nyúl
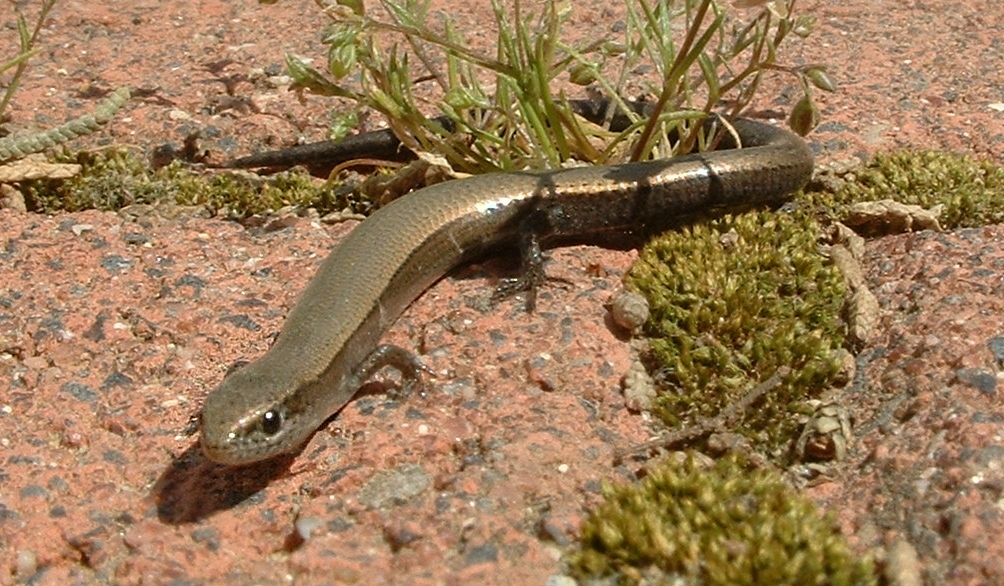
Pannon gyík

## Történelem

### A név eredete

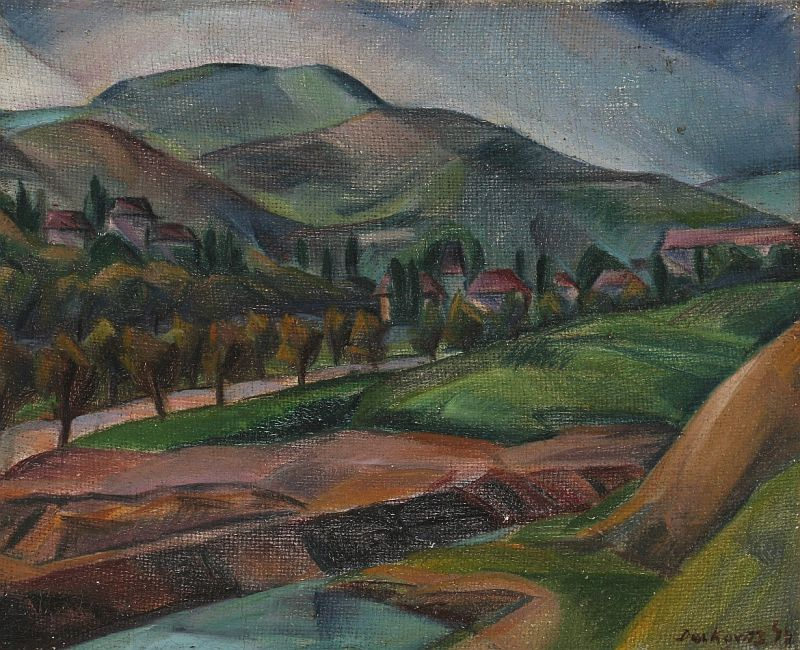
Derkovits Gyula: A Hármashatár-hegy (1922)

Egy 1212. évi határjáráskor Belitzky János által magyarázott oklevele Magas-hegynek (Mons Excelsus) nevezi, az ott található nagy követ pedig Szamár-kőnek. A Hármashatár-hegy alatti területet Monyorósnak (Mogyorósnak) nevezték (más vélemények szerint viszont a hegyet magát nevezték így). Az 1847. évi dűlőkeresztelőkor Árpád orma lett a neve, de ez nem ment át a köztudatba. A névadás oka, hegy tövében sejtették Árpád fejedelem sírját.
A Hármashatár-hegy jelenlegi nevét a 19. században kapta, mert 1873-ig éppen a hegycsúcson volt Buda, Óbuda és Pesthidegkút közös hármas határa. A csúcs ma Budapest II. és III. kerületének határvonalán fekszik.

### Középkor

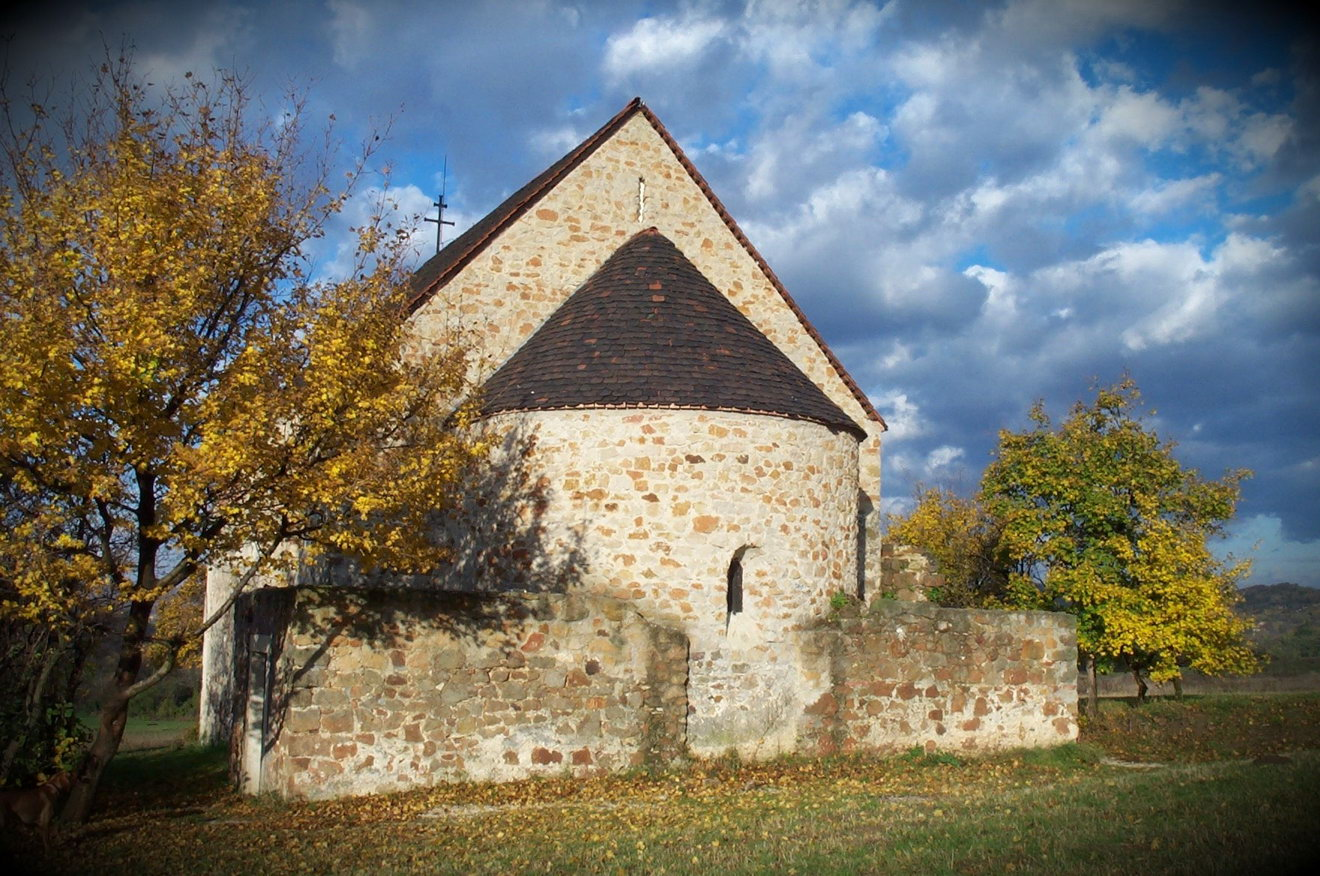
A gercsei templom 2007 őszén

A középkorban a Budai-hegységben, ahol nem lehetett szőlőt termeszteni és legelőnek se volt alkalmas a terület, nagy kiterjedésű erdőségek voltak, tele vadakkal. A Hármashatár-hegy területén található a vélhetően középkorban, román stílusban épült a gercsei templom. A templom körül – középkori szokásoknak megfelelően – temető is volt, amely még az 1700-as években is működött.

Itt volt egykor Mátyás király vadaskertje is, amit elsősorban vadtartás és -tenyésztés miatt alakítottak ki, egzotikus állatokkal kiegészítve. Mára szinte teljesen eltűnt, csak az 1930-as években feltárt, hajdani központként működő nyéki vadászkastély alapjainak és a védősánc falainak a romjai találhatók meg. Mátyás krónikása, Antonio Bonfini így írt róla:
Továbbá a budai földeken másik városközeli majorja volt a harmadik kőnél, ahol sok erdei állat látható nagy vadaskertben. A királynak ez a legkedvencebb helye az üdülésre, szórakozásra. Mérföldekre menő járóföldön csak itt-ott van némi tisztás, hová sütkérezni jár ki az erdei vad – a többi merő rengeteg, igazi őserdő még, telve a vadak mindenféle nemével, fajával.
Emlékét egy emlékmű, a Vadaskerti utca és a Vadaskerti-hegy őrzi. Területén van az Oroszlán-szikla, ami egy kőből faragott ülő oroszlánt ábrázolt, ma már alig felismerhető állapotban, felette pedig az Oroszlán-barlang húzódik. Az egykori vadaskerttől délre emelkedik ki az Apáthy-szikla.

### 19. század

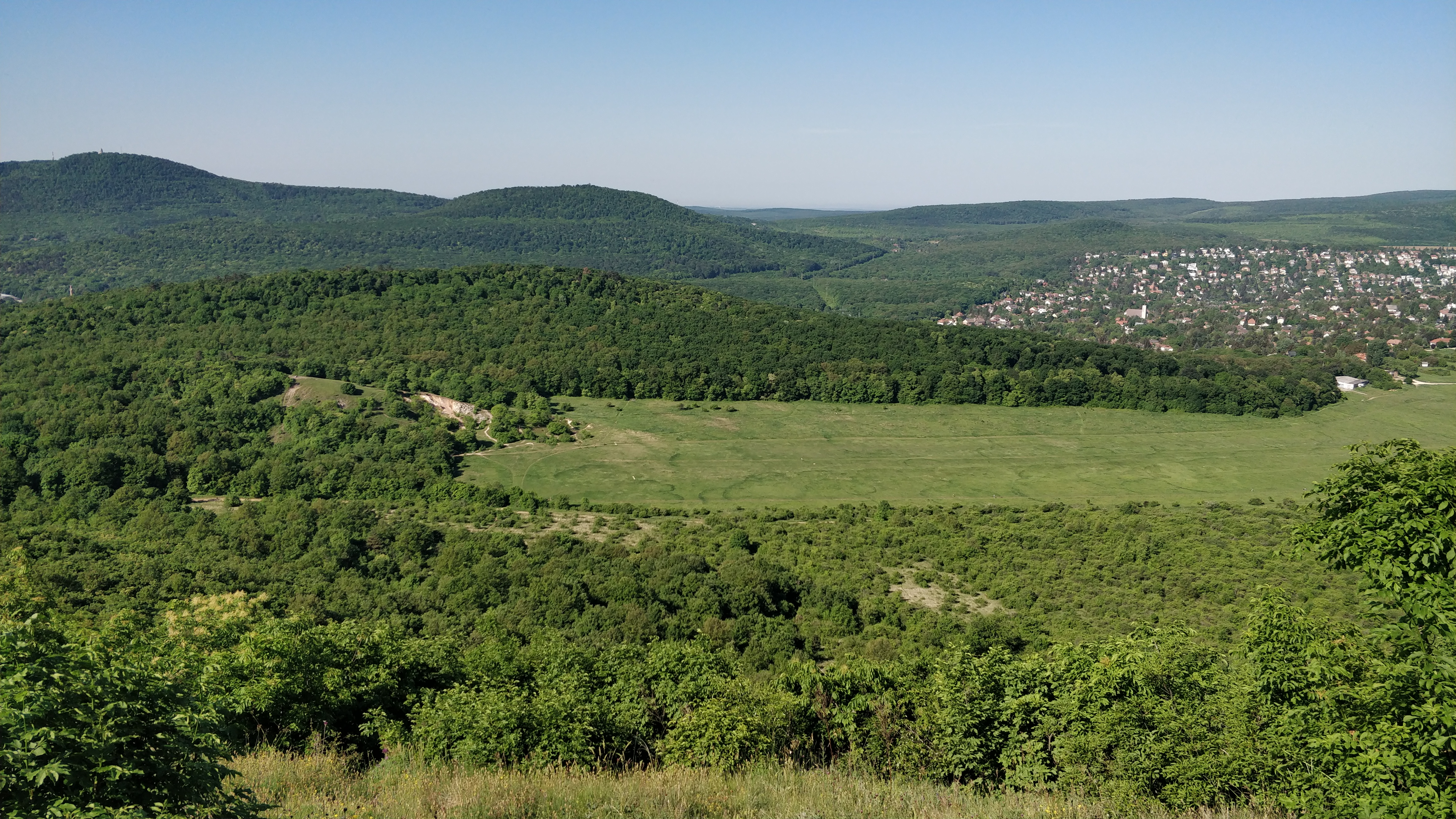
Kilátás az Újlaki-hegyről a Hármashatárhegyi repülőtér és a Nagy-Hárs-hegy irányába 2022-ben

Az 1860-as évek előtt a Budai-hegység, így a Hármashatár-hegy erdeiből fedezték a főváros tűzifaellátást (az építkezésekhez a Kárpátok és a Felvidék fenyveseit használták), ami a közvéleménynek nem tetszett, mert drasztikusan ritkulni kezdtek az erdőségek, vetőmag és csemeték újraültetése híján pedig lecsupaszodtak a hegyoldalak. Az emberek hangot is adtak nem tetszésüknek, aminek eredményeként a budai városi tanács beszüntette a fakitermelést.
A század végére a főváros erdőterületeinek állapota leromlott, és a hegység nagy részén szőlő- és gyümölcstermesztés is folyt. A mai napig megtalálható egy itató az erzsébetligeti terület határához közel, ami az igavonó állatoknak lett létesítve, még mikor szántóföldek fedték a helyet (pl. az Újlaki-hegy és Vörös-kővár között, a mai Hármashatárhegyi repülőtér területén). A művelés felhagyásával és a filoxéravész következtében elvégzett kényszerű szőlőkivágás miatt kiterjedt kopár mezők alakultak ki. Továbbá volt egy másik veszély is: habár a levágott fák töveiről újrasarjadtak a fák és ismét sűrű erdő alakult ki, a sarjaztatás miatt a tölgyfák egészségi állapota minden alkalommal drasztikusan romlik, ami hosszú távon szintén az erdő pusztuláshoz vezet.
1895-ben kinevezték Guckler Károlyt erdőmesterré, aki a probléma forrását a sarjakról növekedett erdőkben látta. Ekkora kezdte el az újratelepítést a tuskókról sarjadt tölgyesek helyébe. A lakók körében ez szintén közfelháborodást váltott ki, mert a folyamatból csupán a sarjerdők gyors etűnését látták, és a magról lassabban, kevésbé látványosan cseperedő tölgyeket nem fogadták el erdőként. Ezért Gucklerék lassabb ütemben, kisebb területeken végezték a kitermelés, beültetés folyamatának munkálatait.
 

Guckler, a Dévényi Antal által újrafásított piliscsabai kopárok úttörőjéhez hasonlóan, nagyban hozzájárult a Hármashatár-hegy újraerdősítésében. Bécsi mintákat alapul véve, ideiglenesen kevésbé kényes feketefenyveseket telepített, a sekély talajréteg megkötése és további talajképzés céljából. Az így megerősödött talaj tette lehetővé, hogy mintegy 80 évvel később megkezdhessék az őshonos fafajok visszatelepítését a fenyvesállományok helyére. Gucklernek köszönhetően ma már a hegyet újból sűrű erdő borítja. 

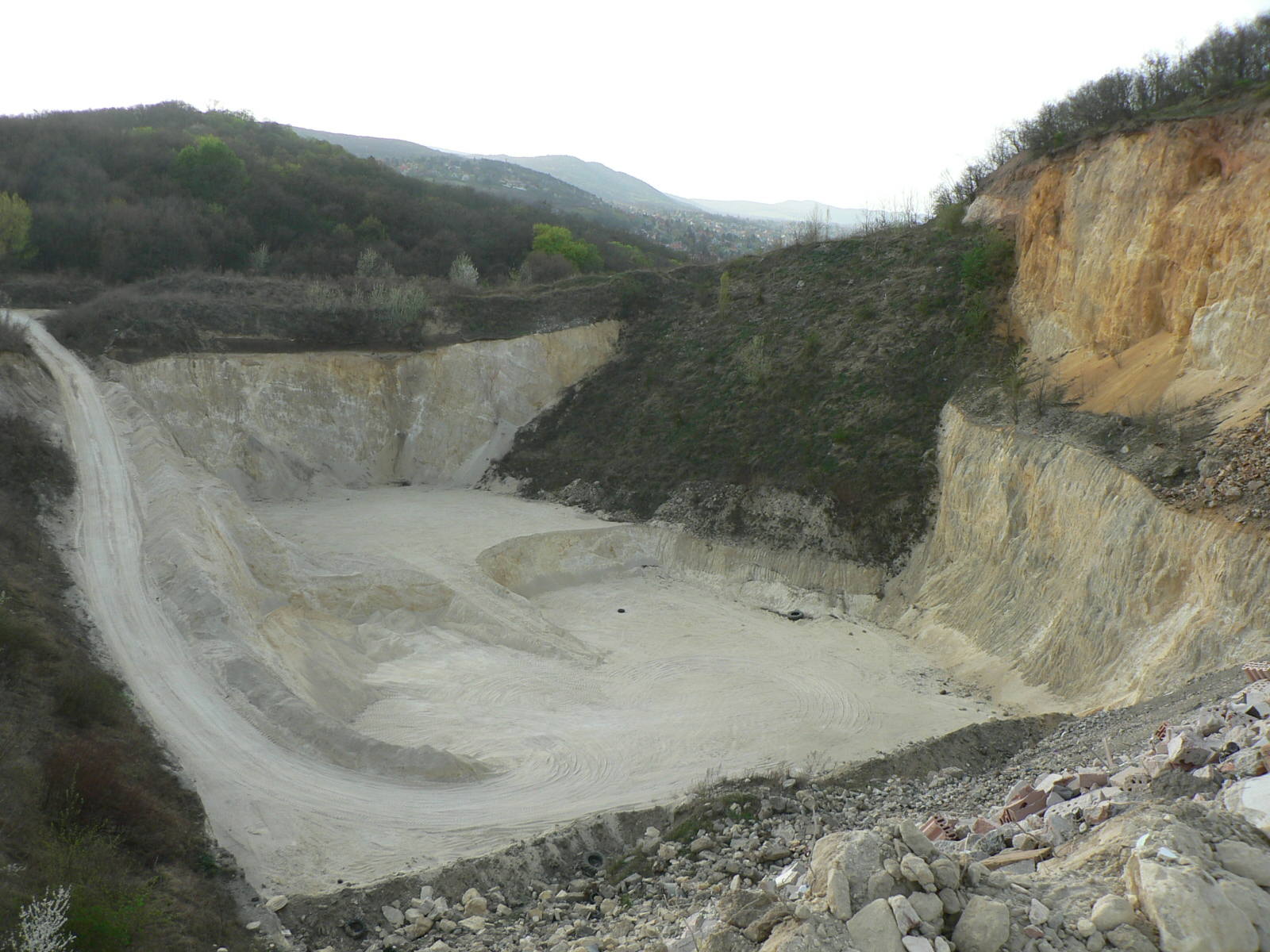
Kőbánya a Felső-patak-hegyen 2012-ben

A hegy számos pontján működött bányászat: a 19. században kezdték el a Tábor-hegy és a Remete-hegy közötti Kiscelli-fennsík külszíni kőfejtőiben kitermelni az oligocén korú tardi és kiscelli agyagot, melyet a Budai Tégla- és Cserépipari Vállalathoz tartozó, a fennsík előtt a Bécsi út mentén üzemelt Újlaki és Victoria téglagyárakban dolgoztak fel. Elsősorban a bányászat által okozott lejtőcsuszamlások miatt (másodsorban természetvédelmi okokból) a bányákat, gyárakat a 20. század második felében leállították. A kitermelés során a főváros talán legszebb gipszkristályai is innen kerültek elő. A kiscelli agyagban talált cápafogak, csiga- és kagylókőbelek, levéllenyomatok mellett a kiscellit nevű borostyán is innen kapta a nevét. A bányák nyomai a mai napig számtalan helyen megtalálhatóak, akár a Felső-patak-hegyen, a Mátyás-hegyen, vagy Vörös-kőváron.

### 20. század
1917-1918 között a hegy keleti, meredekebb oldalán Guckler Károly egy 3,5 km hosszú sétautat alakított ki a Tábor-hegy és a Virágos-nyereg között, amely a Panoráma-kör útvonal része Szépvölgyből kiindulva a Hármashatárhegy, a Vihar-hegy és a Csúcs-hegyet érintve egészen az Aranyhegyi-patakig, mintegy 360-370 m tengerszint feletti magasságban. Az útra többek között a meredek Nagy-Farkas-torokból is fel lehet jutni. Ezt a szakaszt később Guckler Károly sétánynak nevezték el.

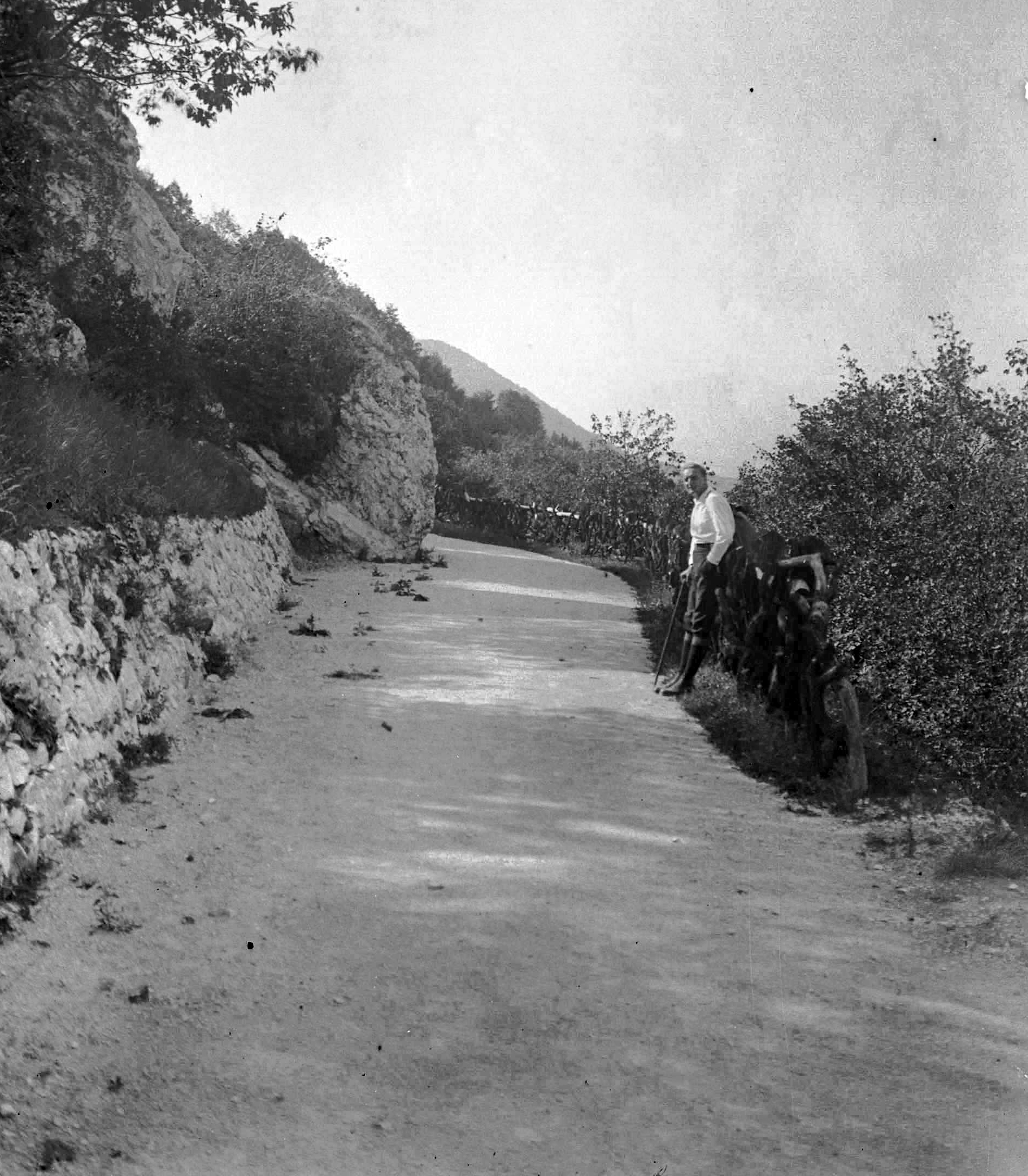
A Guckler-szikla a Guckler Károly sétányon 1927-ben

1926-ban megépült a hegy tetején a Hármashatár-hegyi turistaház, majd mikor 1928-ban kiépült az autóút a csúcsig (amit akkor fehér színű betonkorlát szegélyezett, ma már csak néhol látható az út mentén),  egyre többen látogattak fel, így a turistaház inkább étteremként kezdett el működni. 1935-ben bezárt, helyén jelenleg az Udvarház Étterem működik. 1926-ban egy másik turistaház is épült, mégpedig a hegy észak-keleti irányában: a Csúcs-hegyi turistaház 1992-ig működött, mára teljesen eltűnt, emlékét utcanév és egy emléktábla őrzi.
1929-ben építették a Hármashatár-hegy egyik legismertebb pontját, az Árpád-kilátót, Glück Frigyes kezdeményezésére és Friedrich Loránd építész tervei alapján a fenyvessel betelepített Látó-hegy délkeleti kiugrásán.
Az 1930-as években kezdődött el a hegyen a vitorlázórepülés, mint sporttevékenység: erről a korszakról emléktábla található meg a csúcson kiálló szikla oldalán. 1940 áprilisában a Magyar Aero Szövetség átadott Petőfi Sándor Repülőiskola néven egy pilótaotthont és egy repülőhangárt a hegy csúcsán. Az otthon ma már Rotter Lajos Turistaházként funkcionál, a korábbi repülős bázison, a régi hangárokban pedig erdei iskola, bisztró és rendezvényhangár működik. A fenti parkoló területén még megtalálható a Petőfi Sándor Repülőiskola dombormű a kőfalakban. Többek között az Újlaki-hegy csúcsát és Vörös-kővárat a mai napig starthelyként használják a siklóernyősök. Alattuk található a Hármashatárhegyi repülőtér, amely Budapest első komolyabb repülőtere volt a 19. században.

1935-ben nyitották meg a hegy másik legismertebb helyét, a Fenyőgyöngye Vendéglőt, amely a mai napig üzemel kisebb-nagyobb megszakításokkal. 

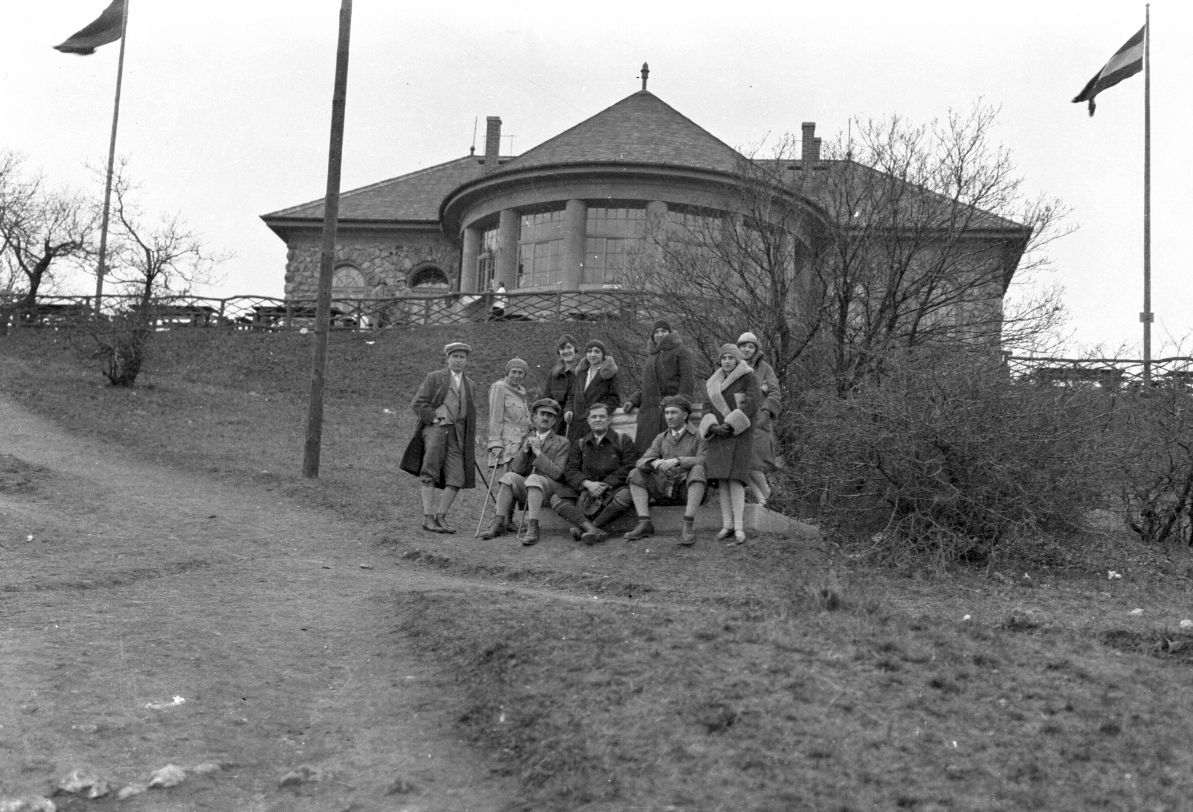
A Hármashatár-hegyi turistaház 1935-ben

1945-ben, a második világháború során a Rózsadomb északi oldala és a Hármashatár-hegy közötti terület, természeti adottságai miatt, sűrűn cserélt gazdát, pl. a Mátyás-hegy hétszer is. A védők ugyanis az elhagyott villaépületekben megfelelő védelmi állásokban igyekeztek megállítani a támadókat. A harcok Óbudán 1945. február 9-re véget értek, de a február 11-ei sikertelen kitörési kísérletet követően egyes német-magyar egységek (nagyjából 2-3000 fő) a budai erdők felé vették az irányt, akik a Hármashatár-hegy–Szarvas-hegy–Nagy-szénás útvonalon próbáltak elmenekülni az ostromgyűrűből. Ebben az időben a csúcson négy darab, földbe süllyesztett légvédelmi lőállást építettek, de Budapest ostromakor nem használták őket, az 1950-es években aztán átalakították, immáron végleges formára. Ezek közül később az egyiket, mintegy újrahasznosítva a Guckler Károly-kilátó alapjaként használták fel. 1955-ben Budapestet csupán két darab honi légvédelmi tüzér hadosztály oltalmazta, melyek közül az egyik a hármashatár-hegyi volt: az 55. honi légvédelmi tüzér hadosztály 93. honi légvédelmi tüzér ütege települt a helyre 4 darab KSZ-12 közepes légvédelmi ágyúval, DJA-6 távmérővel és PUAZO-4 légvédelmi lőelemképzővel. 1956-ig voltak meg az ütegek, utána az egész rendszer megszűnt. A maradék három lőállás még megtalálható, újrahasznosításuk tervben van. Megtalálható még egy kisebb lőszertároló fülke, bunkerek, légvédelmi figyelő (Apáthy-szikla), lövészárkok, amiket végül nem is használtak a harcokban, mert a szovjet hadsereg megkerülte a hegyet, mikor Budapestet bekerítették, továbbá számtalan katonai sír.

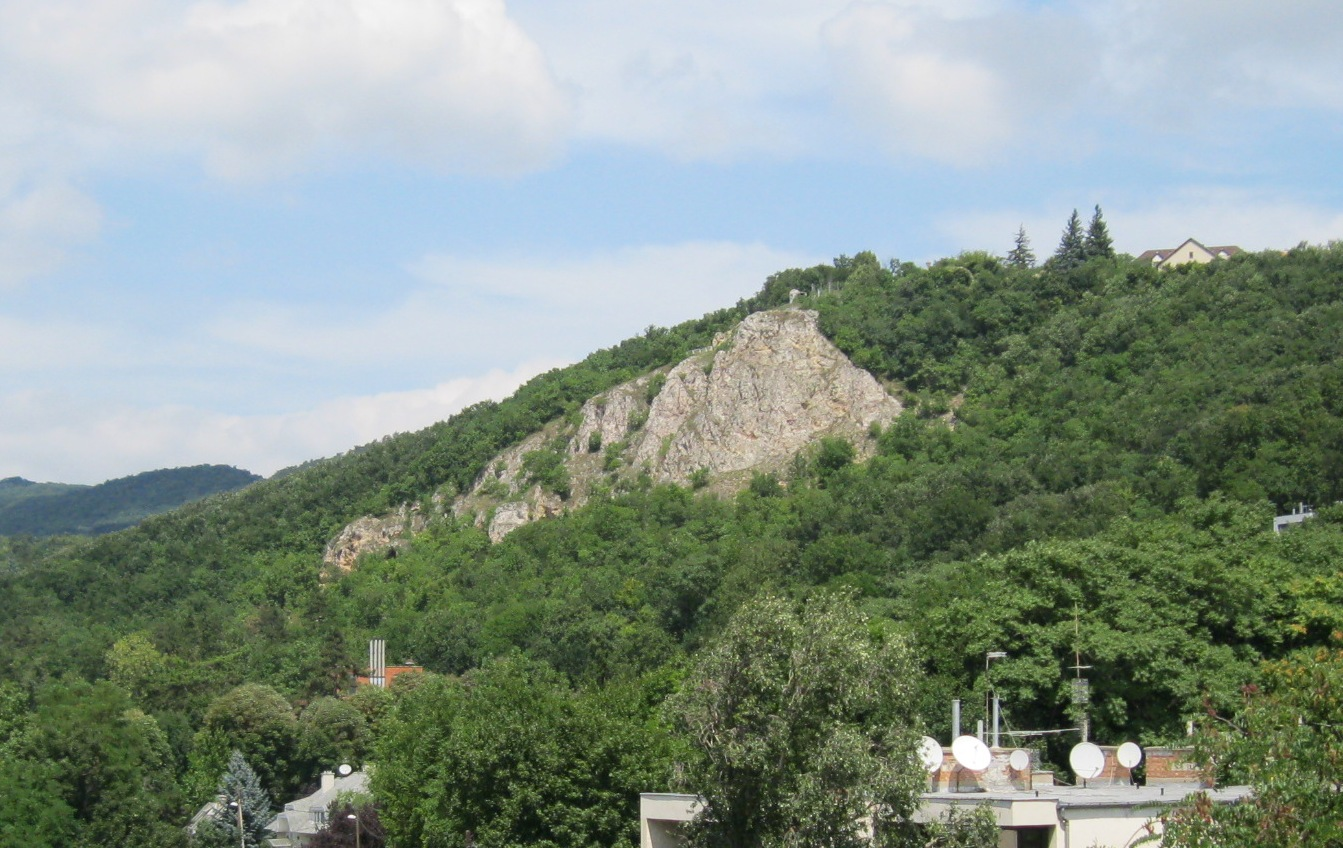
Az Apáthy-szikla 2011-ben

Az 1950-es években épülhetett a hegy keleti, tábor-hegyi oldalában sokáig államtitokként kezelt óbudai gáztározó, amiből egy dolomitos, tűzköves kőzetben kialakult kristálybarlang, a Királylaki-barlang nyílik. 1950 júliusától H jelzéssel autóbusz közlekedett a Fenyőgyöngye étteremtől a csúcsig 5 megállóval, amit 1985 januárjában szüntettek meg.
Az 1970-es években épült a hegy tetején az ORFK-adótorony, ami a Széchenyi-hegyi adótoronnyal együtt jellegzetes építménye a Budai-hegység budapesti vonulatainak, a Felső-Kecske-hegy és ezzel a Hármashatár-hegy leglátványosabb építménye.
1994-ben a magyar állam a hegytetőn található, 146 hektáros ingatlant apportként, elidegeníthetetlen törzsvagyonként beemelte a Pilisi Parkerdő Rt-be a részvénytársasággá alakulás során. Az erdőgazdaság ez alapján kérte a földhivataltól a tulajdonjog bejegyzését a felépítményekre és az alatta található földterületre, amelyet azonban csak 2004-ben kapott meg. 1996-ban az állam ideiglenes vagyonkezelési szerződést kötött az ingatlanra az erdőgazdasággal.

### 21. század

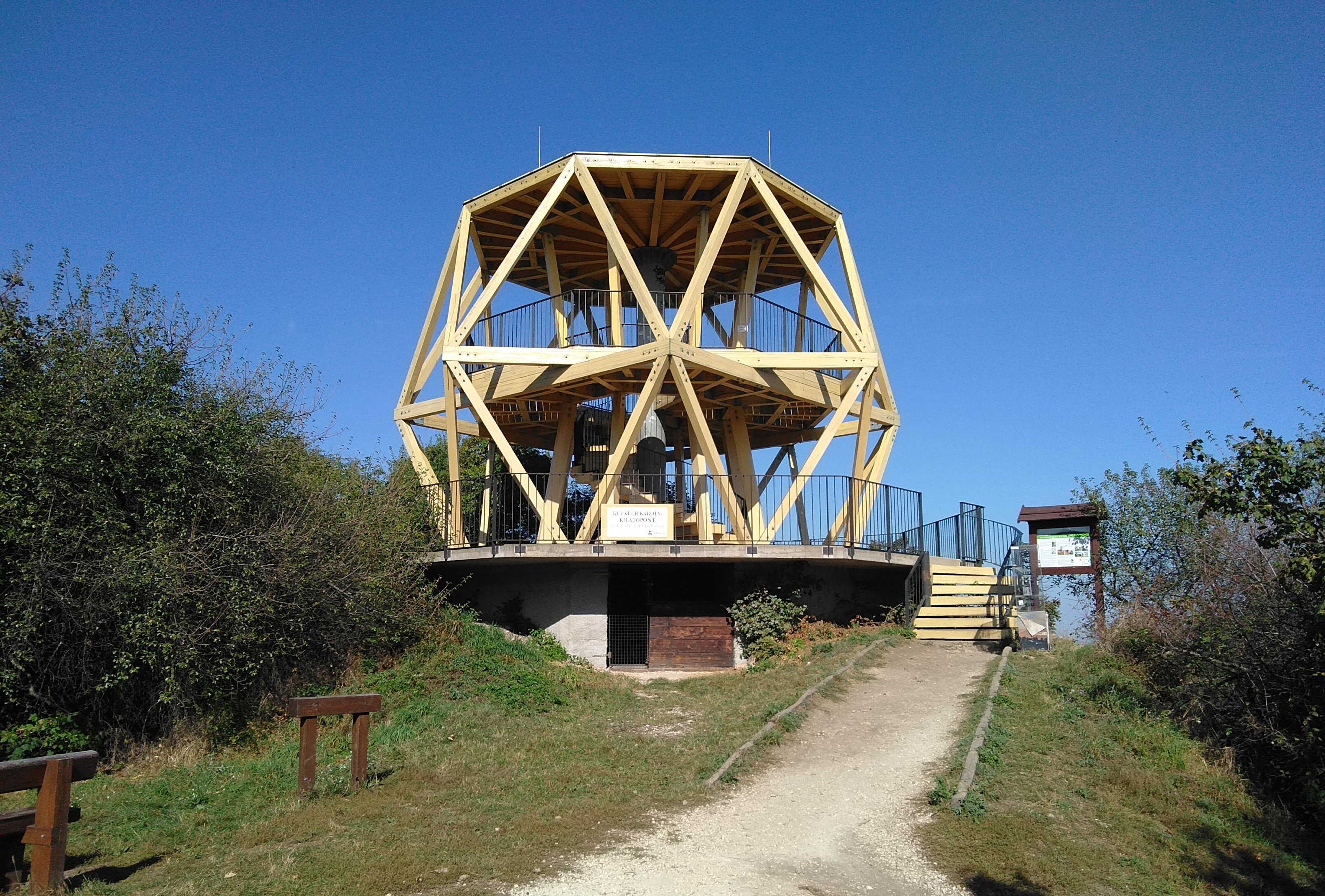
A Guckler Károly-kilátó 2023-ban

2007-ben – tévesen – kis arányban a Fővárosi Önkormányzat résztulajdonát is bejegyezték, de ezt 2008-ban korrigálták.

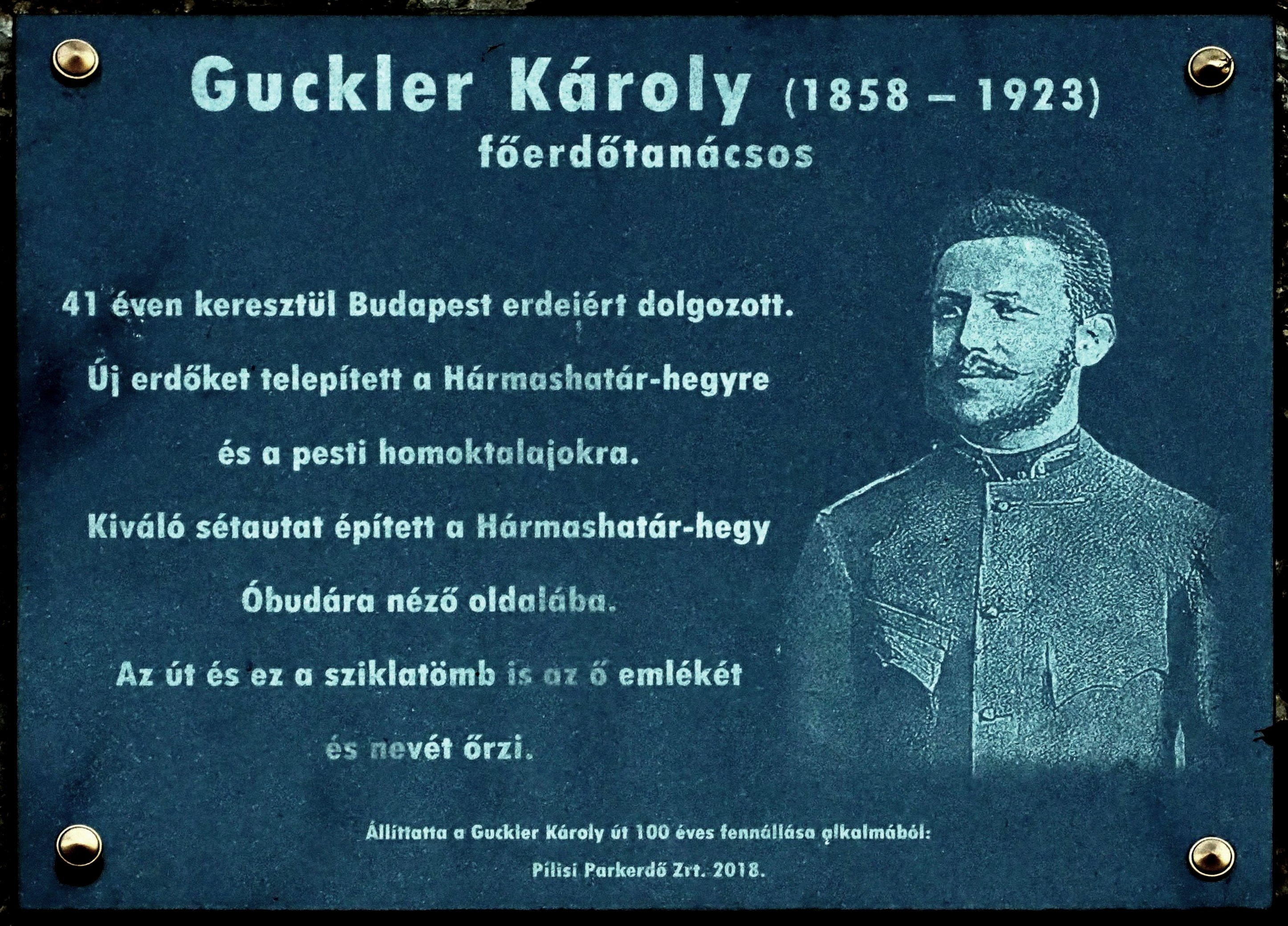
Guckler Károly főerdőmester emléktáblája a róla elnevezett sziklán

2012-ben kilakoltatták a terület korábbi bérlőjét, a Pilótacentrumot. Később azonban a földhivatal törölte a Pilisi Parkerdő tulajdonjogát a 2004-es bejegyzés tévességére hivatkozva, amit az erdőgazdaság bíróságon támadott meg, de a pert elvesztette. A Parkerdő és a Pilótacentrum között azóta is perek maradtak folyamatban.
2016. július 14-én adta át a Pilisi Parkerdő Zrt. az egykori pilótaotthonból lett új, Rotter Lajos vitorlázórepülőről elnevezett turistaházat 120 millió forintos beruházással, és a Guckler Károly-kilátót 31 millió forintos költségű beruházásból, amely teljes körpanorámát biztosít Budapestre és a Dunára, továbbá a környező hegységekre is, habár már április 8-án megnyitották azt a természetjárók előtt. A 2020-as látogatószám a 2019-eshez képest megduplázódott, megközelítve a 100 000-et.
2018. november 20-án a Pilisi Parkerdő Zrt. 15 millió forintnyi saját forrásból a Panoráma-kör egy 3,5 km-es, még Guckler Károly által kialakított, a hegy keleti részénél lévő szakaszára tájékoztató táblákat telepített és átnevezte a szakaszt Guckler Károly Tanösvényre a sétaút 100 évvel ezelőtti kialakításának évfordulója alkalmából. Továbbá két kilátóteraszt és öt darab, padokkal berendezett pihenőhelyet is telepített, valamit sor került a sétány mentén található Tábor-hegyi-barlang bejáratának és a Guckler-szikla rekonstrukciójára is, felhelyezve a sziklára egy emléktáblát a névadóról.
2021 decemberében átadtak egy repülős és a környék élővilágára is visszaköszönő tematikájú játszóteret a csúcson, a Rotter Lajos Turistaházat szomszédságában, amit a kapolcsi Ilona-malom Műhely készített.

## Turizmus

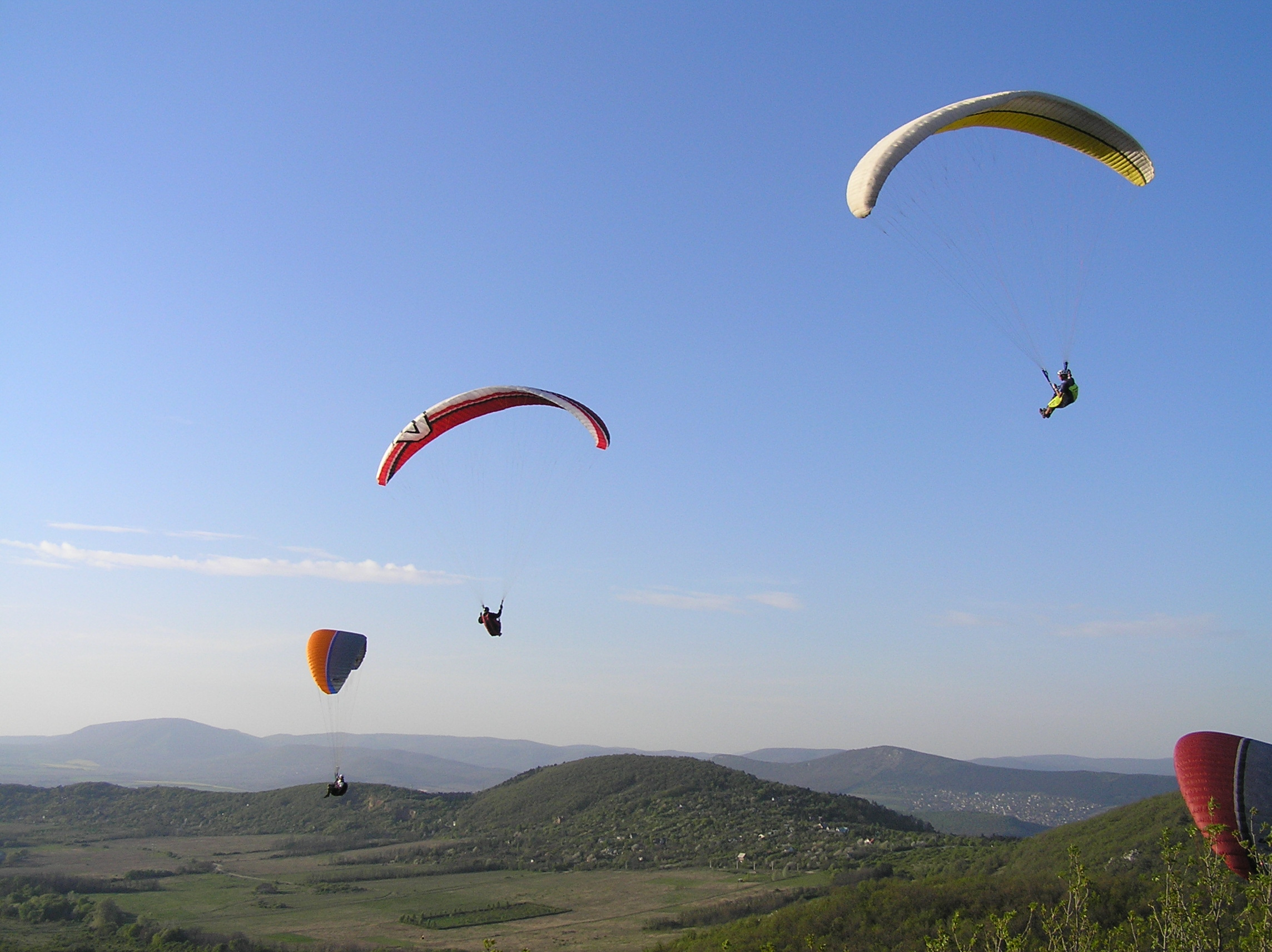
Siklóernyősök a Hármashatár-hegy közelében

A budapestiek körében a Normafa és a János-hegy pároshoz hasonlóan a Hármashatár-hegy szintén népszerű kirándulóhely. Sportolás szempontjából számos lehetőségnek kedvez a terület, mint pl. futás, kerékpározás, sziklamászás, de rengeteg teljesítménytúrát is rendeznek, valamint lovas tábor és downhill pálya is van, illetve a mai napig aktívak a siklóernyősök, vitorlázórepülősök, a csúcson pedig egy játszótér is üzemel. A főleg dél-délkelet felé lépcsőzött gerincein, tölgyesekben és ültetett fenyvesekben árnyas sétautak találhatóak. Részben kopár, dolomitsziklás csúcsáról látványos panoráma nyílik Budapestre, jó látási viszonyok esetén látható a Cserhát, a Mátra és a Pilis is. A hegy csúcsán vezet keresztül az Országos Kéktúra útvonala a 14-es számú Országos Kéktúra szakasz mentén Hűvösvölgy és a Rozália téglagyár között. A Pilisi Parkerdő Zrt. működteti a csúcson található Hármashatár-hegyi Erdei Iskolát, a ZöldBázis Turistaközpontot és a HangÁr Bistrót.
1964 májusában a Magyar Autóklub, a nyugatnémet ADAC és az osztrák ÖAMTC klubokkal közösen rendezett München-Wien-Budapest rali gyorsasági verseny utolsó etapjának a célja a hegy csúcsán volt, ahol 9. helyen végzett Kiss György - Bodnár Endre párosa egy Wartburg 311-essel, összetettben pedig 18. Kesjár János - Krisztics Dezső egy Fiat 1300-zal.
2017. január 25-én a Fővárosi Közgyűlés törölte a Budapestre tervezett 2024-es olimpia helyszínei közül a Hármashatár-hegyi repülőteret, mint hegyikerékpáros pályát, mert a területen élő kaszpi haragos sikló és ürge populációjára veszélyes lett volna, illetve jelentős lakossági és civilszervezeti ellenállást váltott ki a döntés, mert a lakosság számára a helyszín kiemelt rekreációs terület. Végül a közgyűlés újra a már korábban kiválasztott Testvér-hegyet jelölte meg, ráadásul mégsem Budapesten került megrendezésre az olimpia.
2020-tól kezdődően a Terepfutás.hu szervezésében minden év január 1-én terepfutó verseny kerül megrendezésre a hegyen Happy New Trail néven egy 15 km-es szakaszon, 550 m emelkedéssel.

## Közlekedés
- Közösségi közlekedéssel:

A BKV 65-ös jelzésű viszonylata a Kolosy tértől a Szépvölgyi dűlői buszfordulóig, sűrűbb betétjárata a 65A csak a Fenyőgyöngye végállomásig közlekedik. Ezektől gyalog érhető el a Hármashatár-hegy. Régebben autóbusz is közlekedett a Fenyőgyöngyétől a csúcsig H jelzéssel.
- Gyalog vagy személygépkocsival:

Az óbudai Kolosy térről indulva a Szépvölgyi úton a Fenyőgyöngye Vendéglőig kell elmenni. A busz végállomásánál jobbra le kell térni, onnan már csak egy út vezet a csúcs alatti parkolóba személygépkocsival. Gyalog az Országos Kéktúra útvonalán a legcélszerűbb a Fenyőgyöngyétől megközelíteni.

## Képek

Kilátások
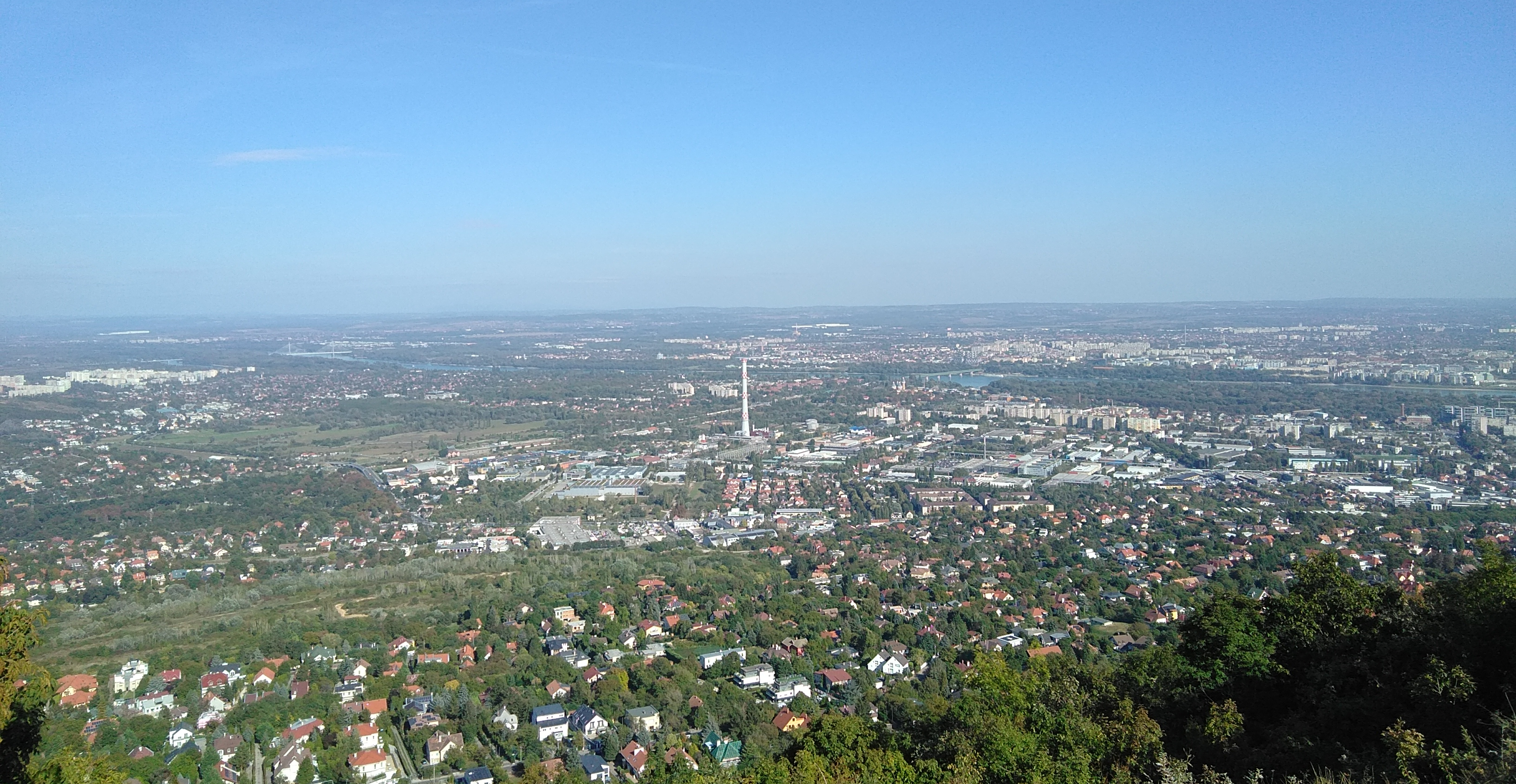
Kaszásdűlő, Mocsárosdűlő, Aquincum és Rómaifürdő
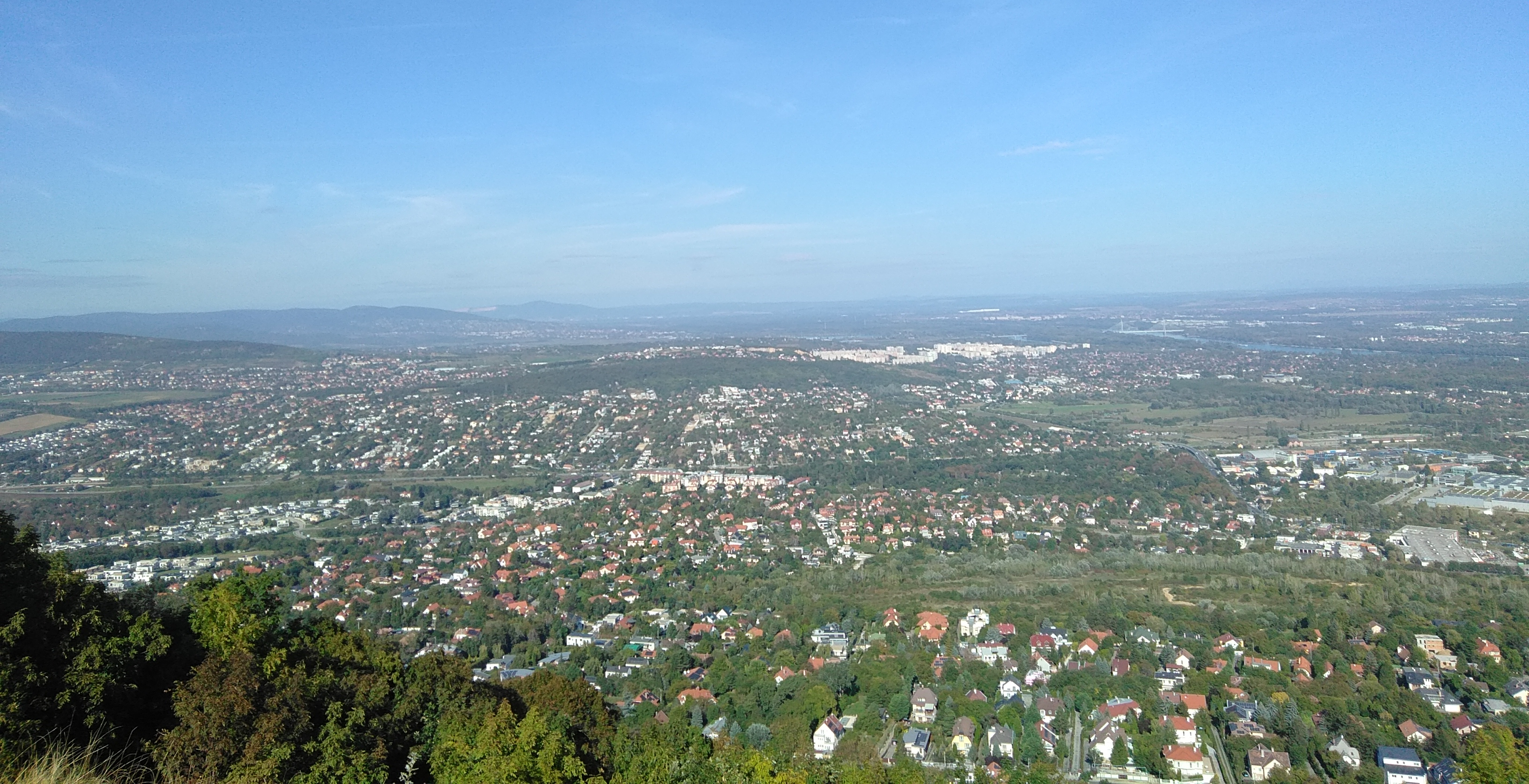
Solymári-völgy, Arany-hegy, Péter-hegy, Csillaghegy és Békásmegyer
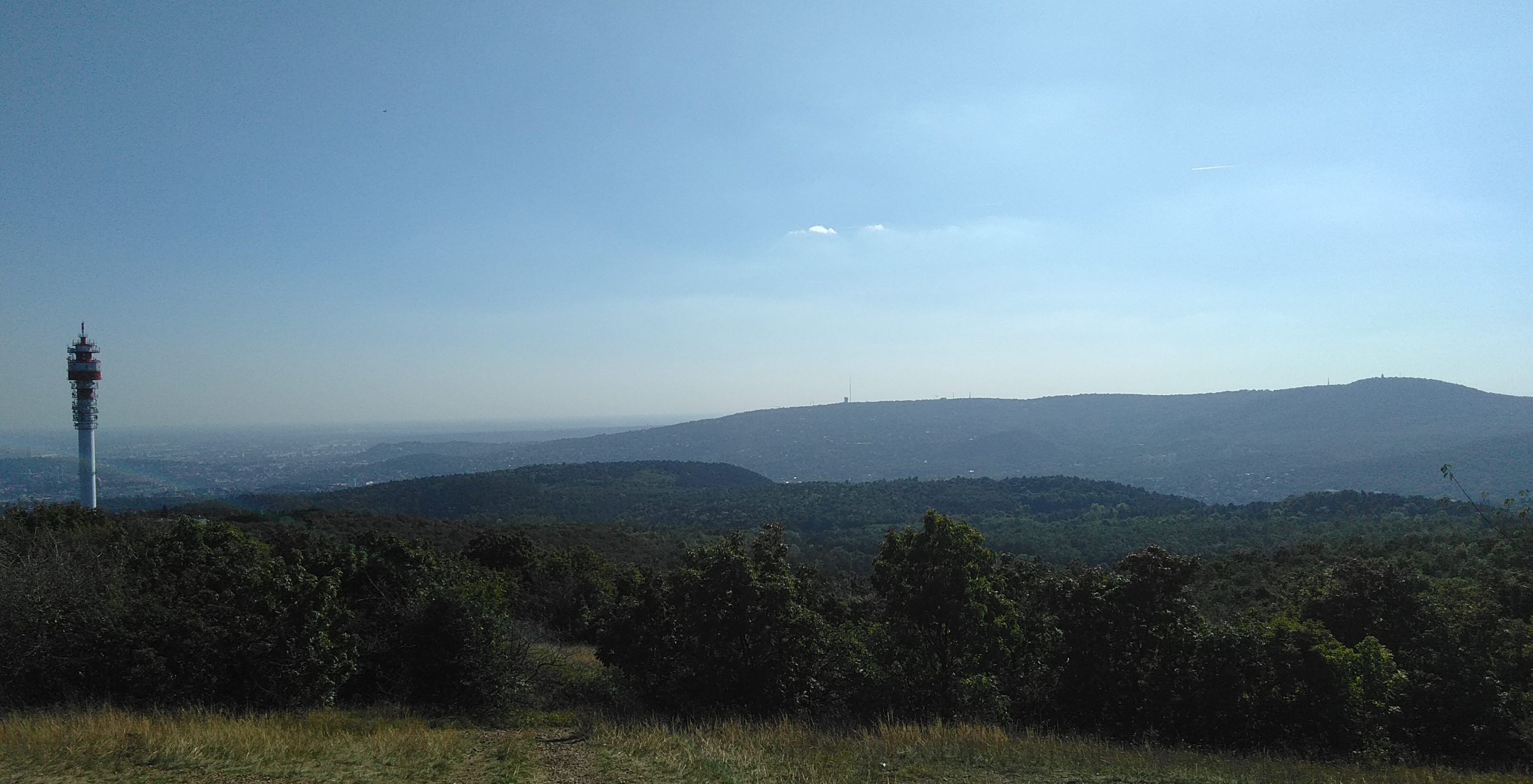
Felső-Kecske-hegy, Szépvölgy, Széchenyi-hegy és a János-hegy
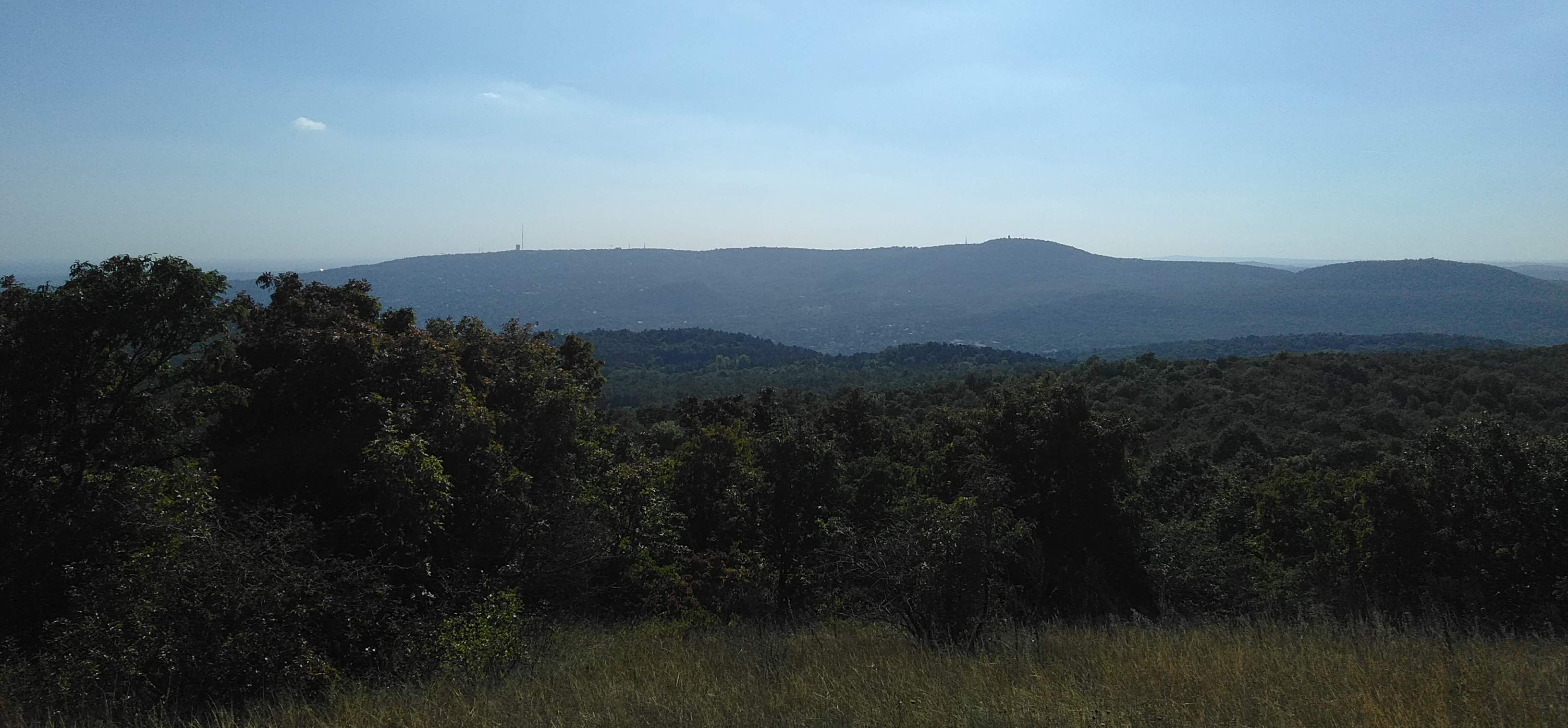
Vadaskerti-hegy, Széchenyi-hegy, János-hegy és a Nagy-Hárs-hegy
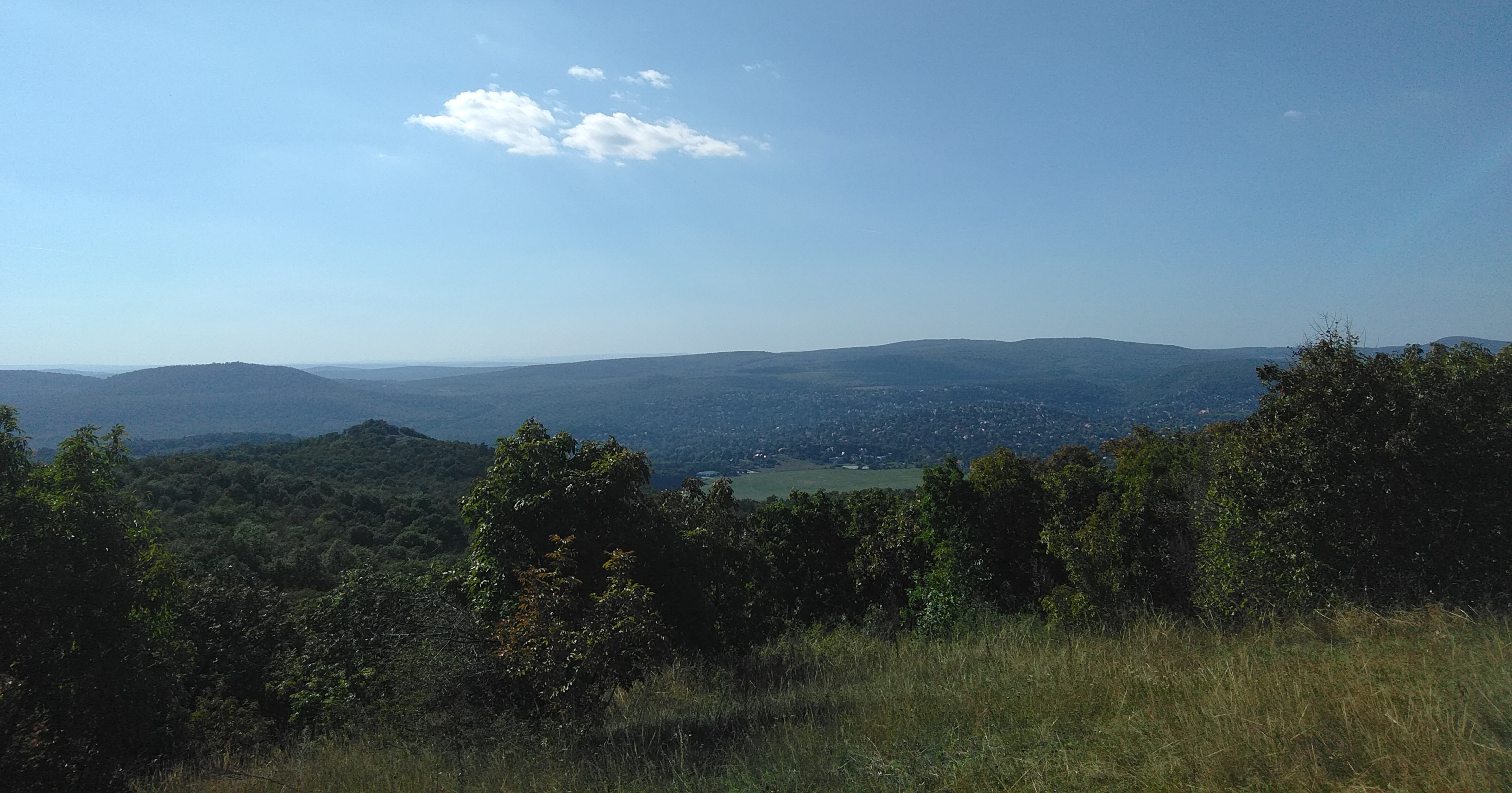
Újlaki-hegy és Pesthidegkút a repülőtérrel
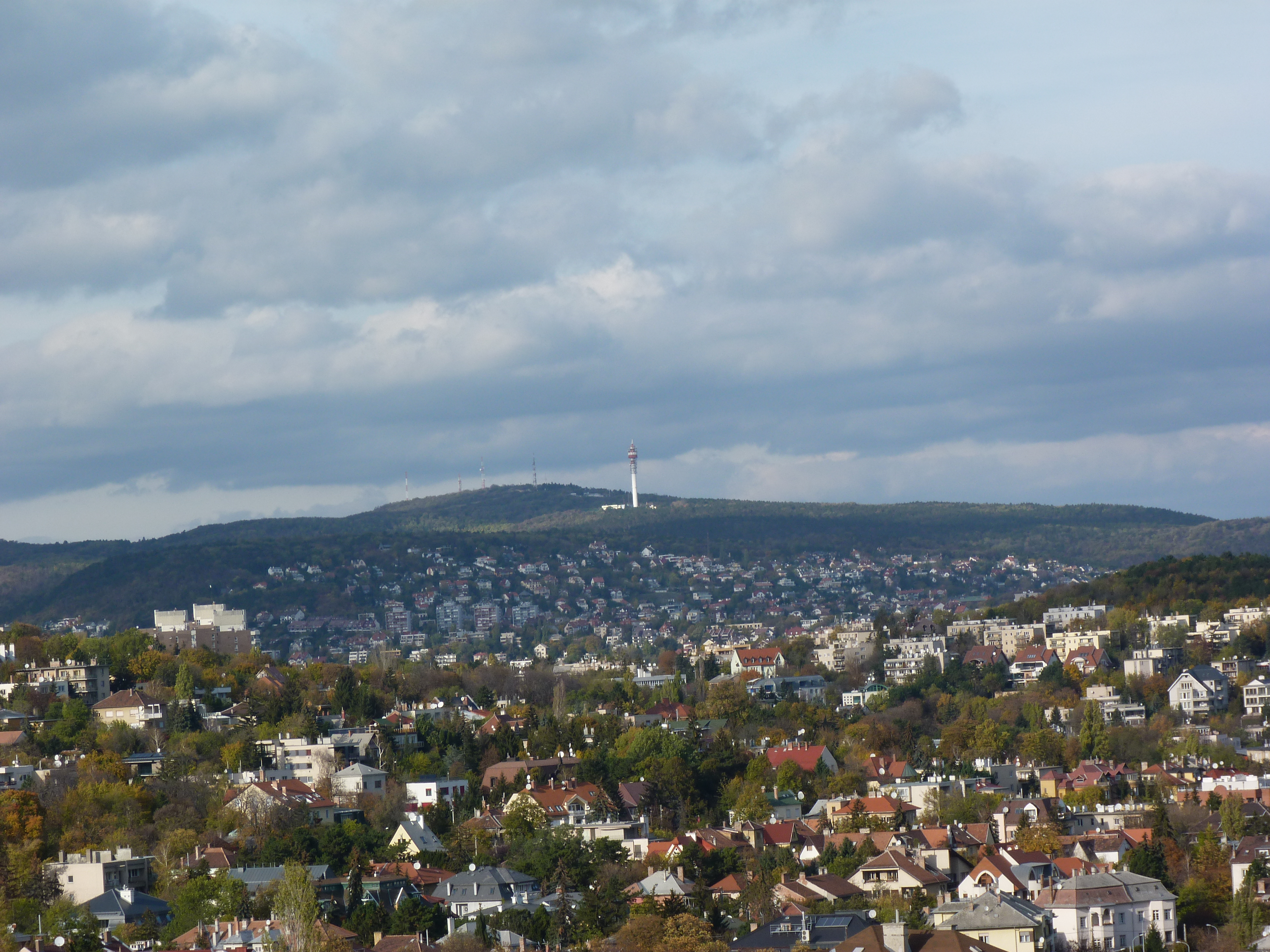
A Hármashatár-hegy a Sas-hegyről
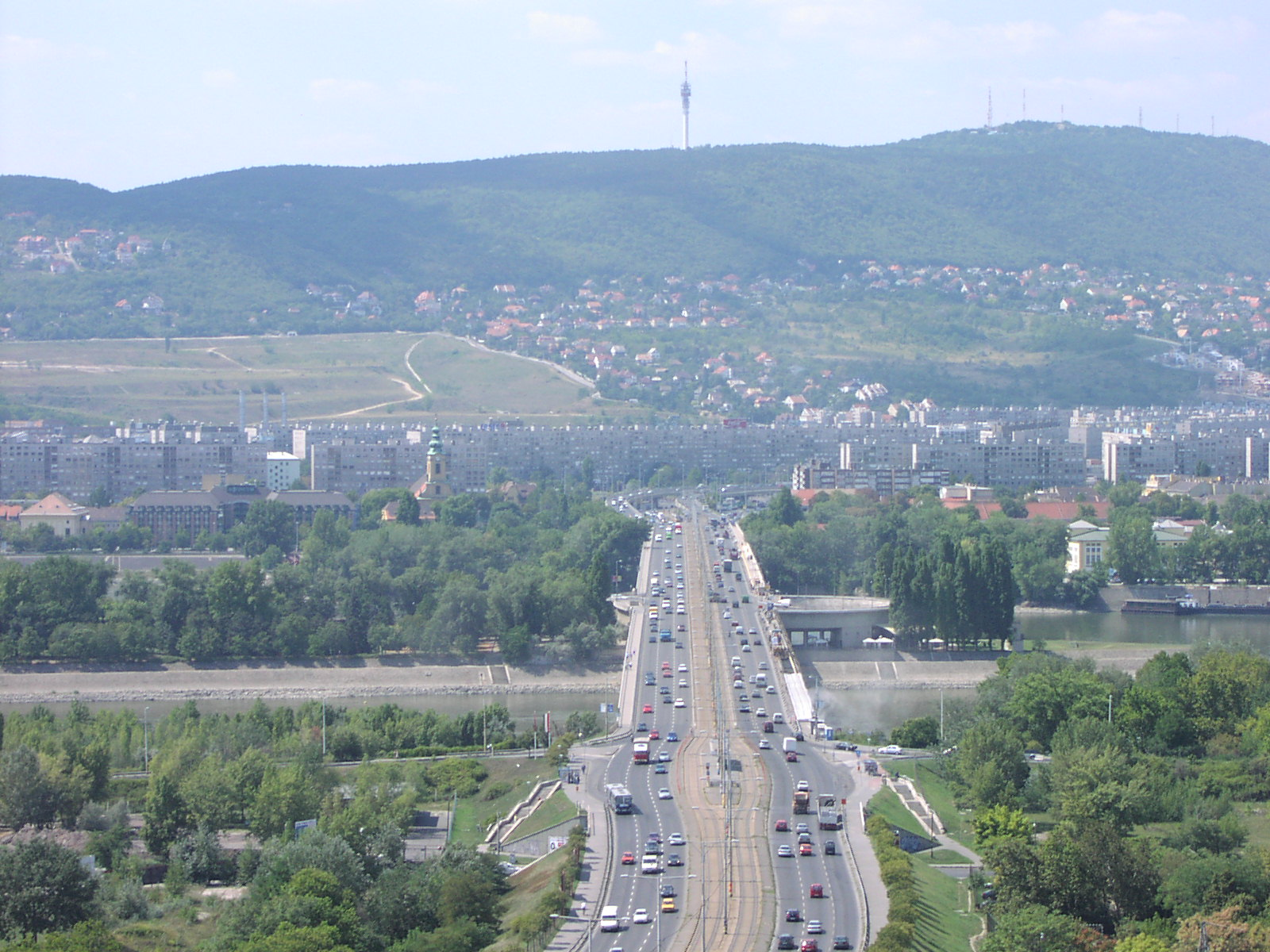
Pest felől, előtérben az Árpád híd
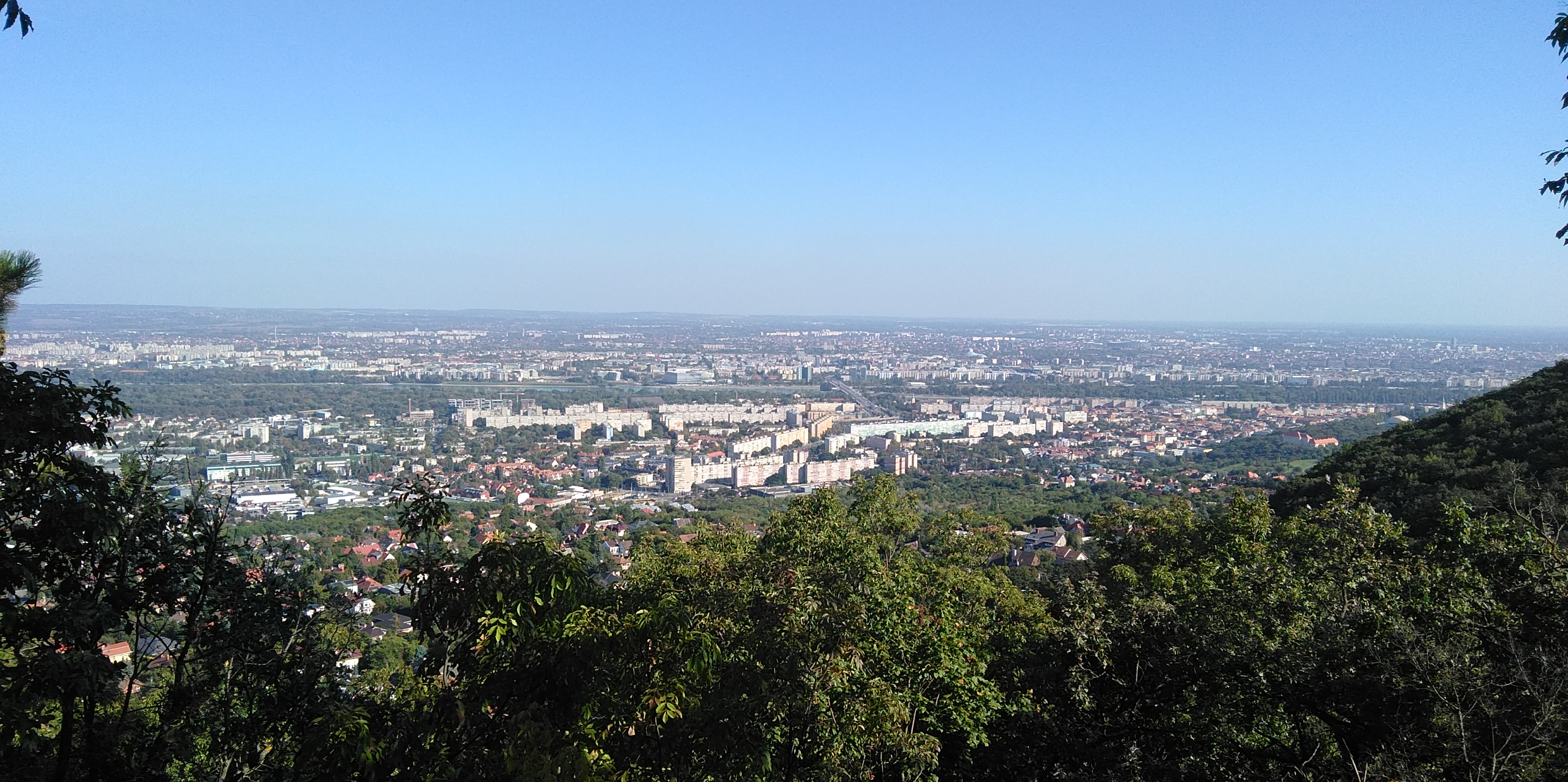
Óbuda a kilátóteraszról
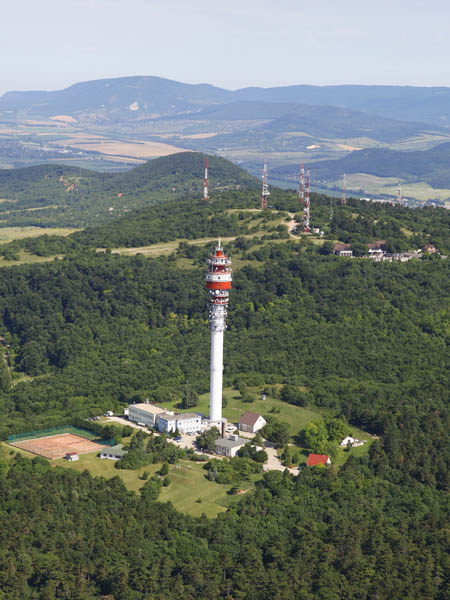
Légi felvétel, 2011
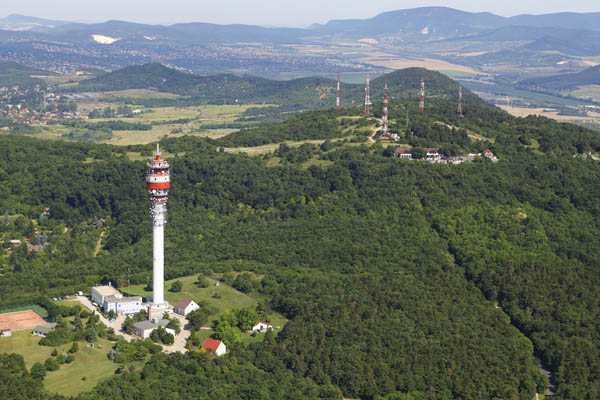
Légi felvétel, 2011
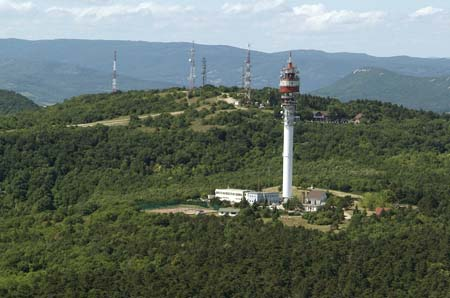
Légi felvétel, 2010

20. század
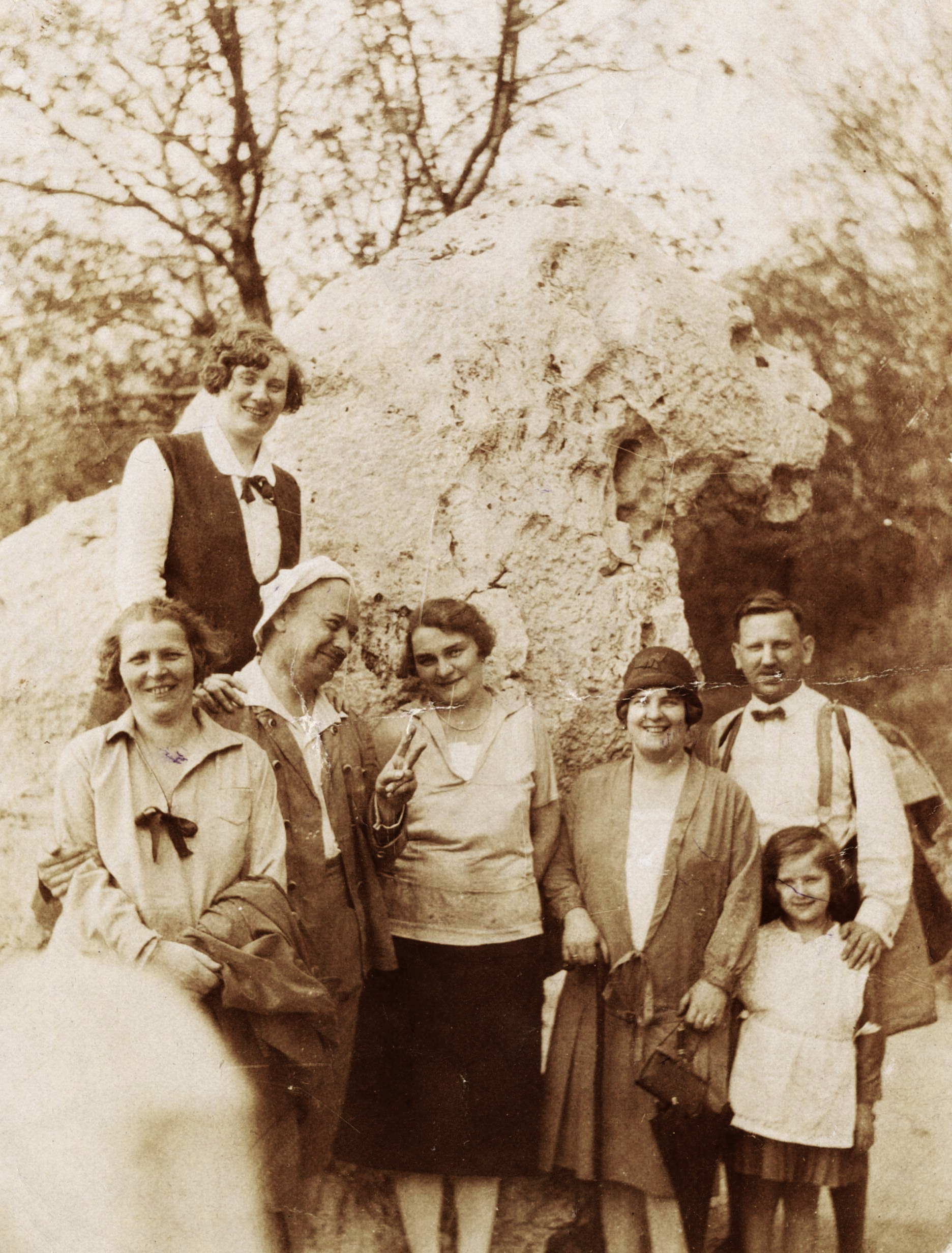
Az Oroszlán-szikla 1926-ban, ekkor még megvolt a fej része
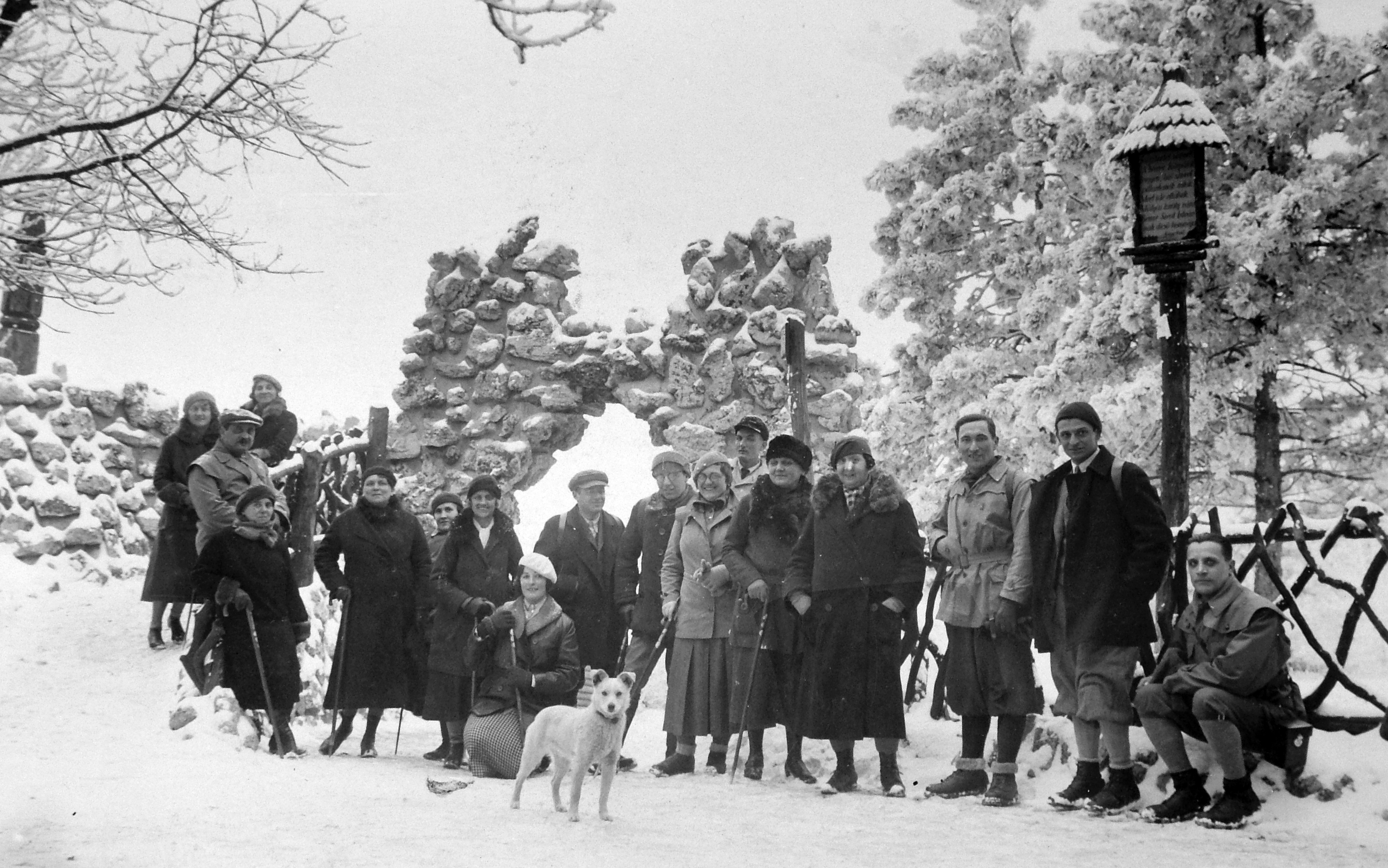
1934, csoportkép a Látó-hegyen, az Árpád-kilátó mellett
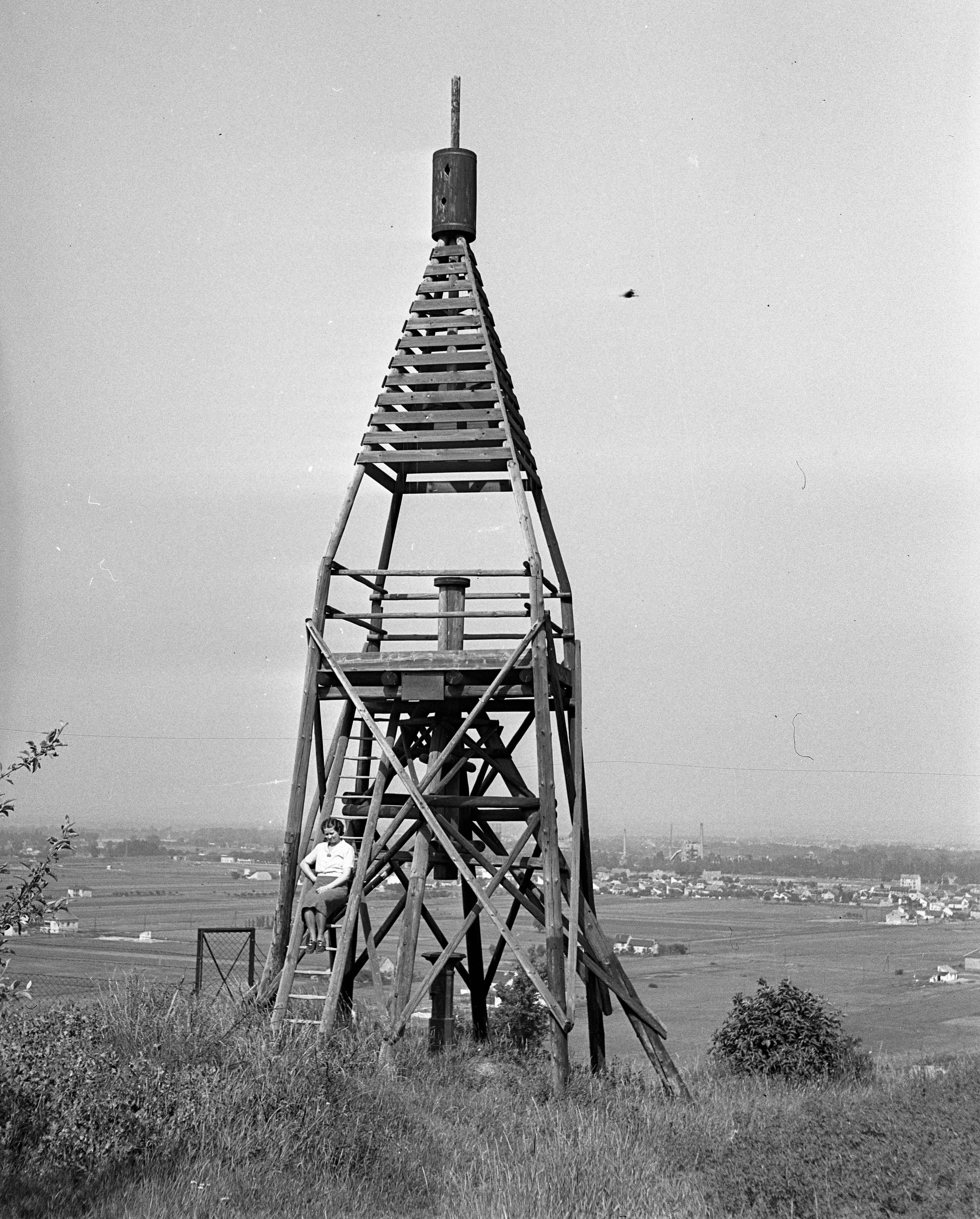
1943, kilátás Aquincum felé
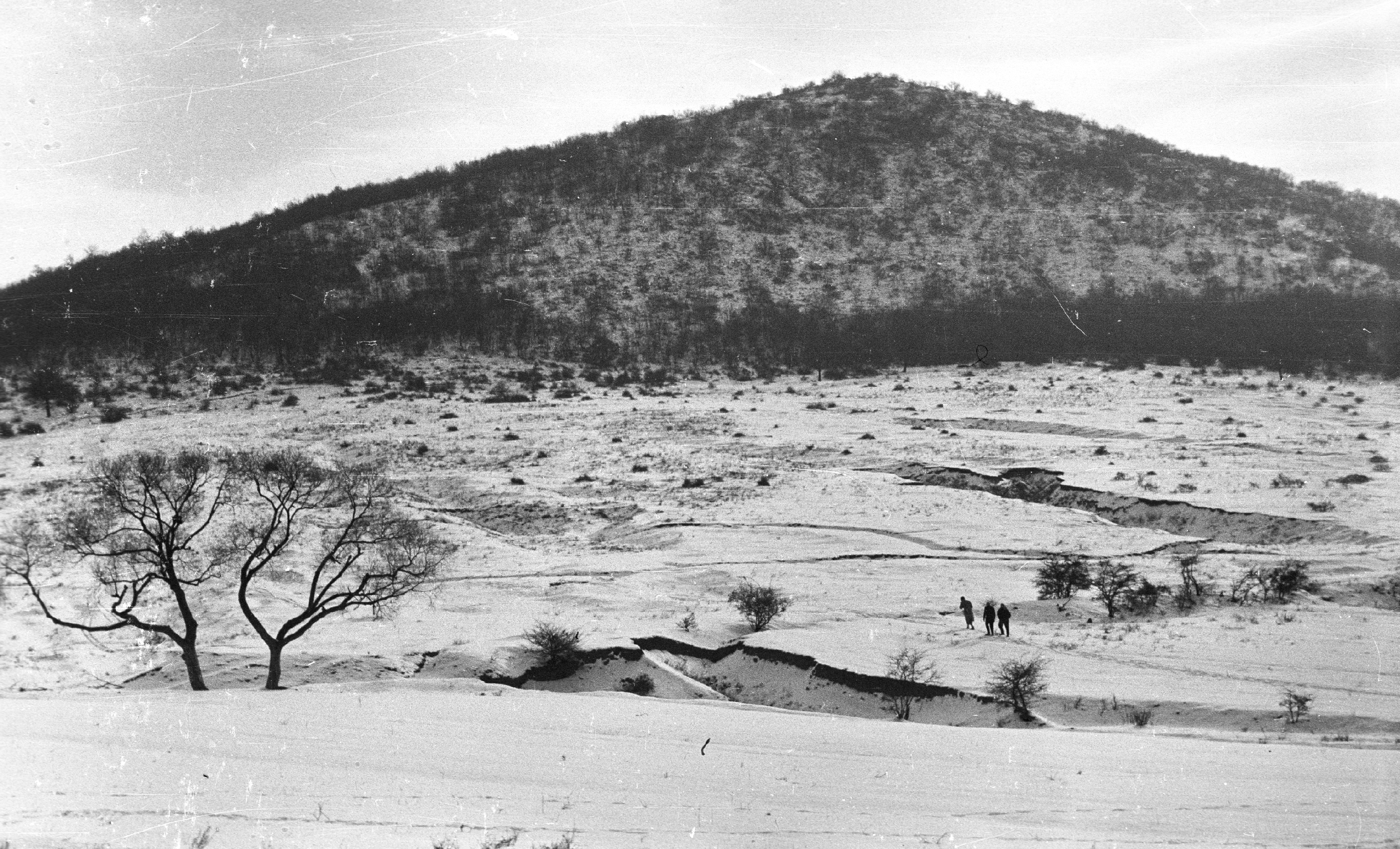
A Hármashatárhegyi repülőtér 1962-ben
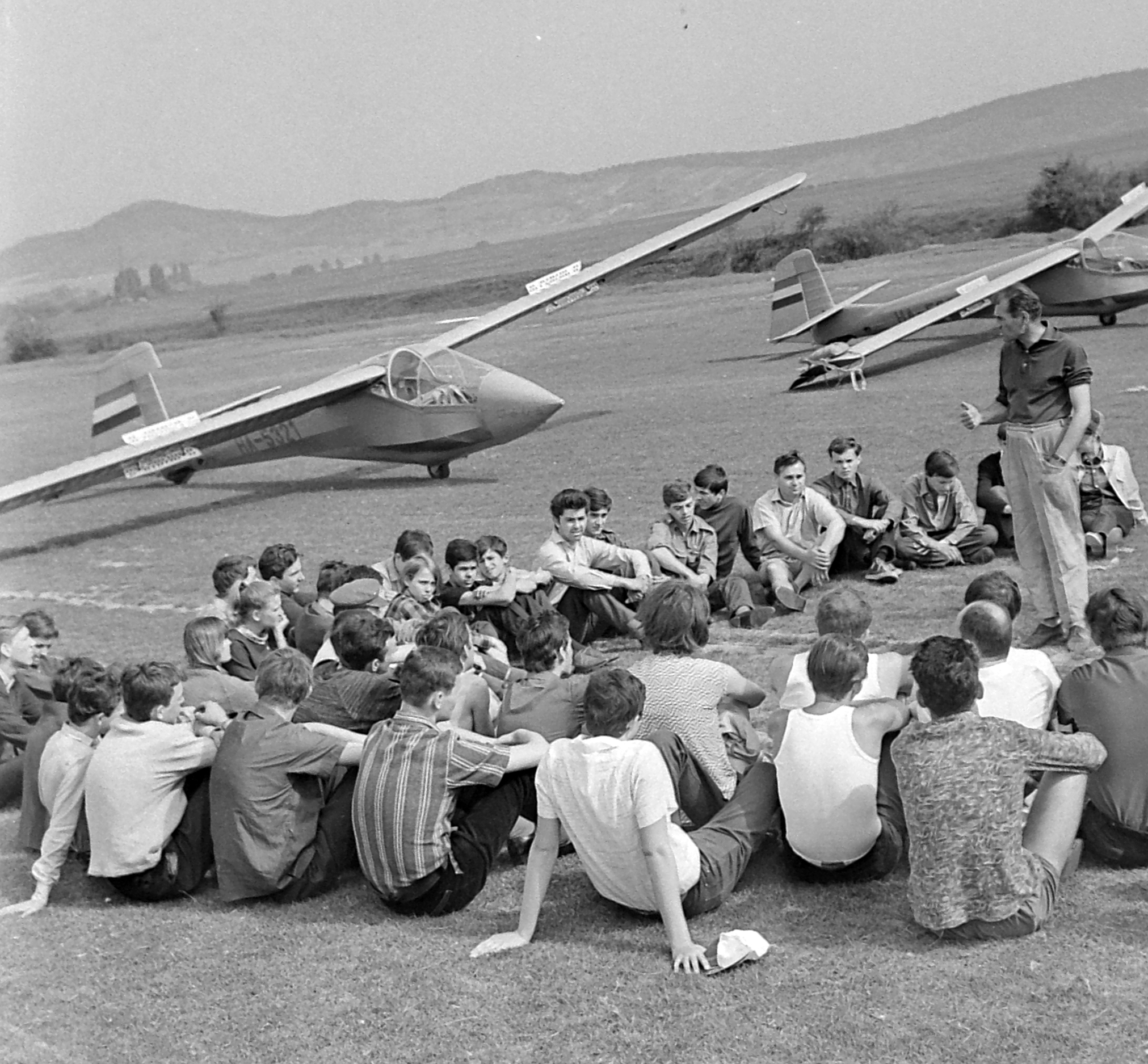
1968, R-26 Góbé vitorlázó repülőgépek, Badacsonyi Béla repülőtér-vezető eligazítást tart
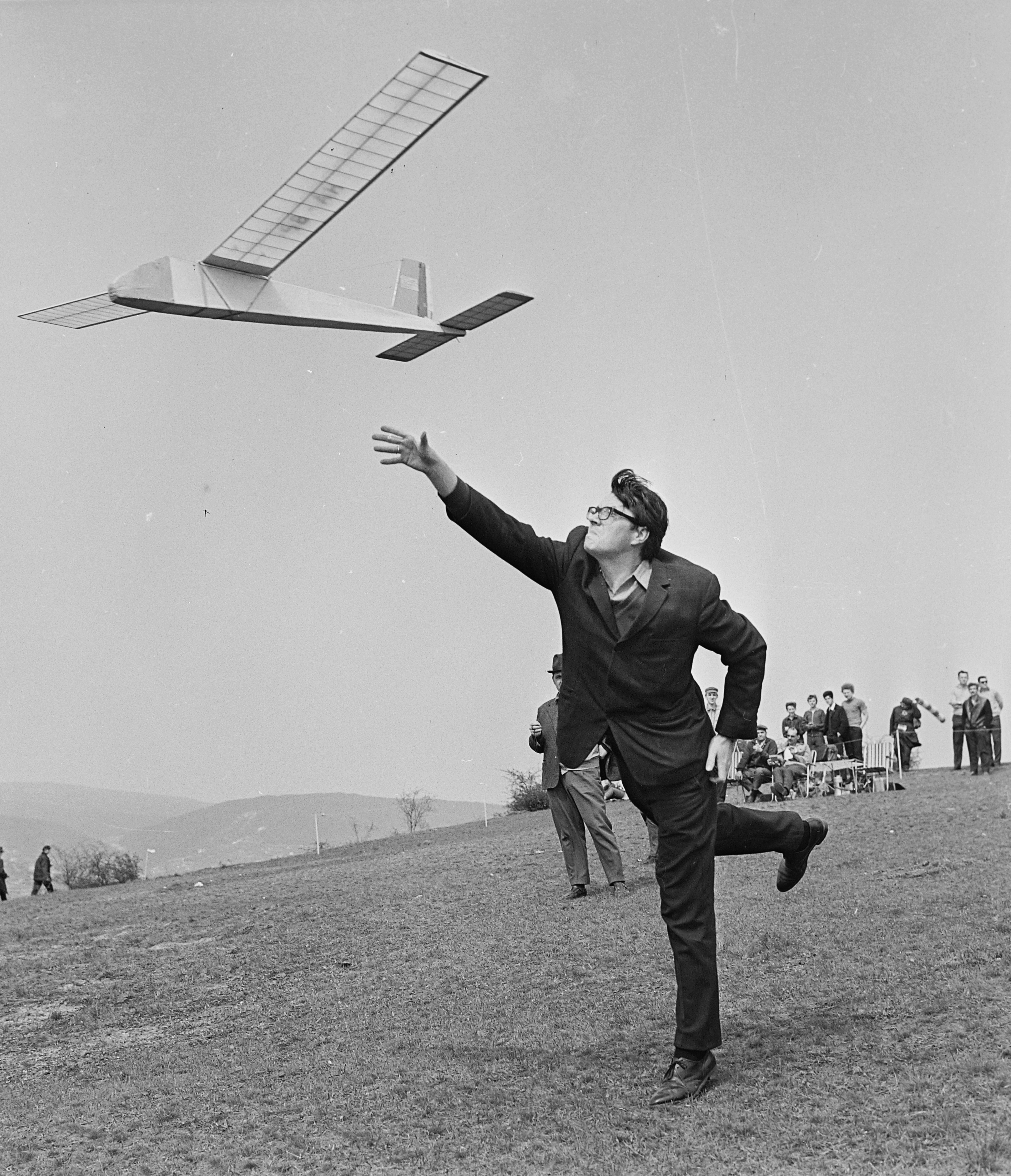
1969, Pesthidegkút, repülőmodellezők a Vörös-kővár tetején
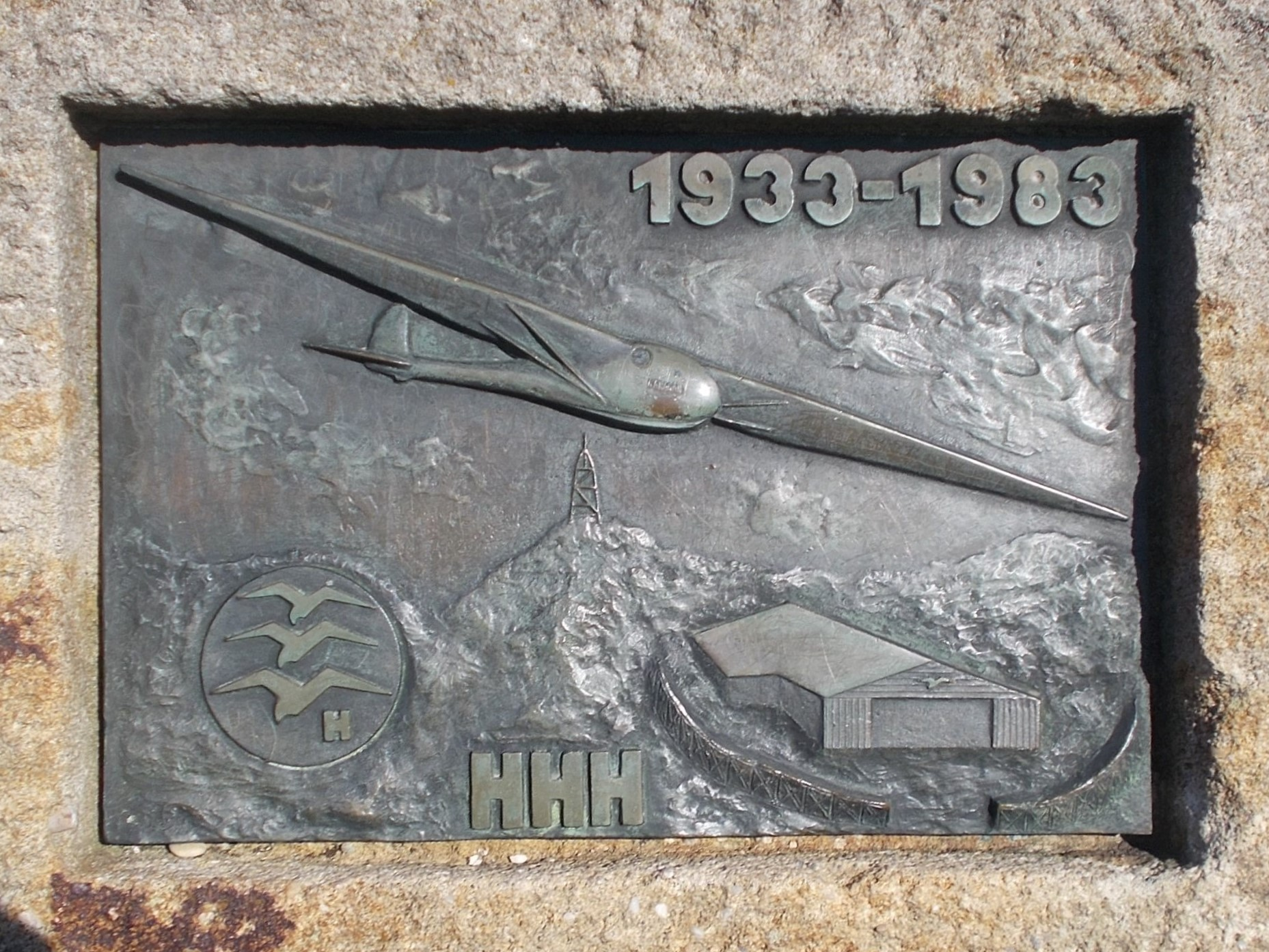
A vitorlázó repülőtér megnyitásának 50. évfordulójára készített emléktábla
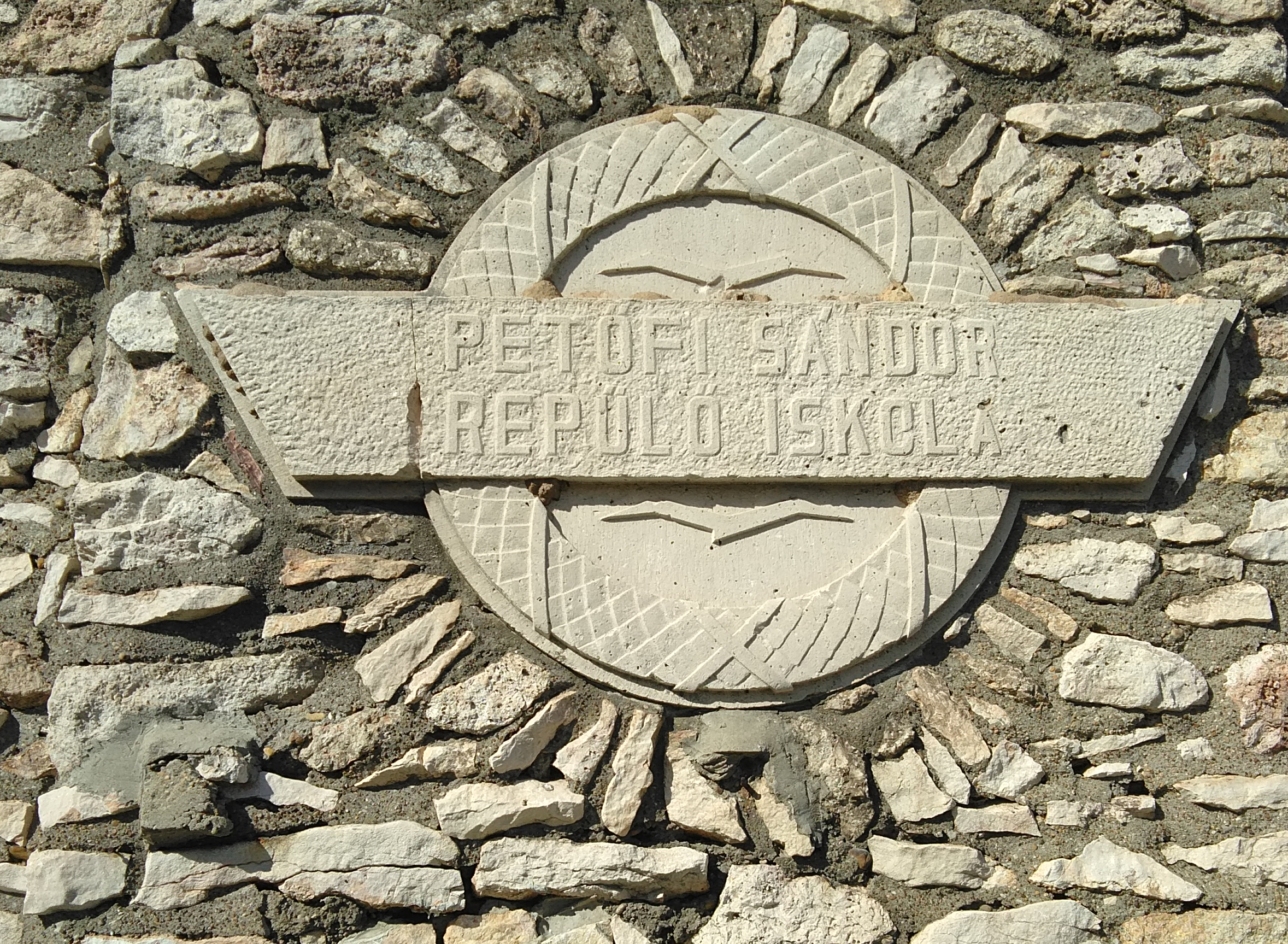
Petőfi Sándor Repülőiskola dombormű

21. század
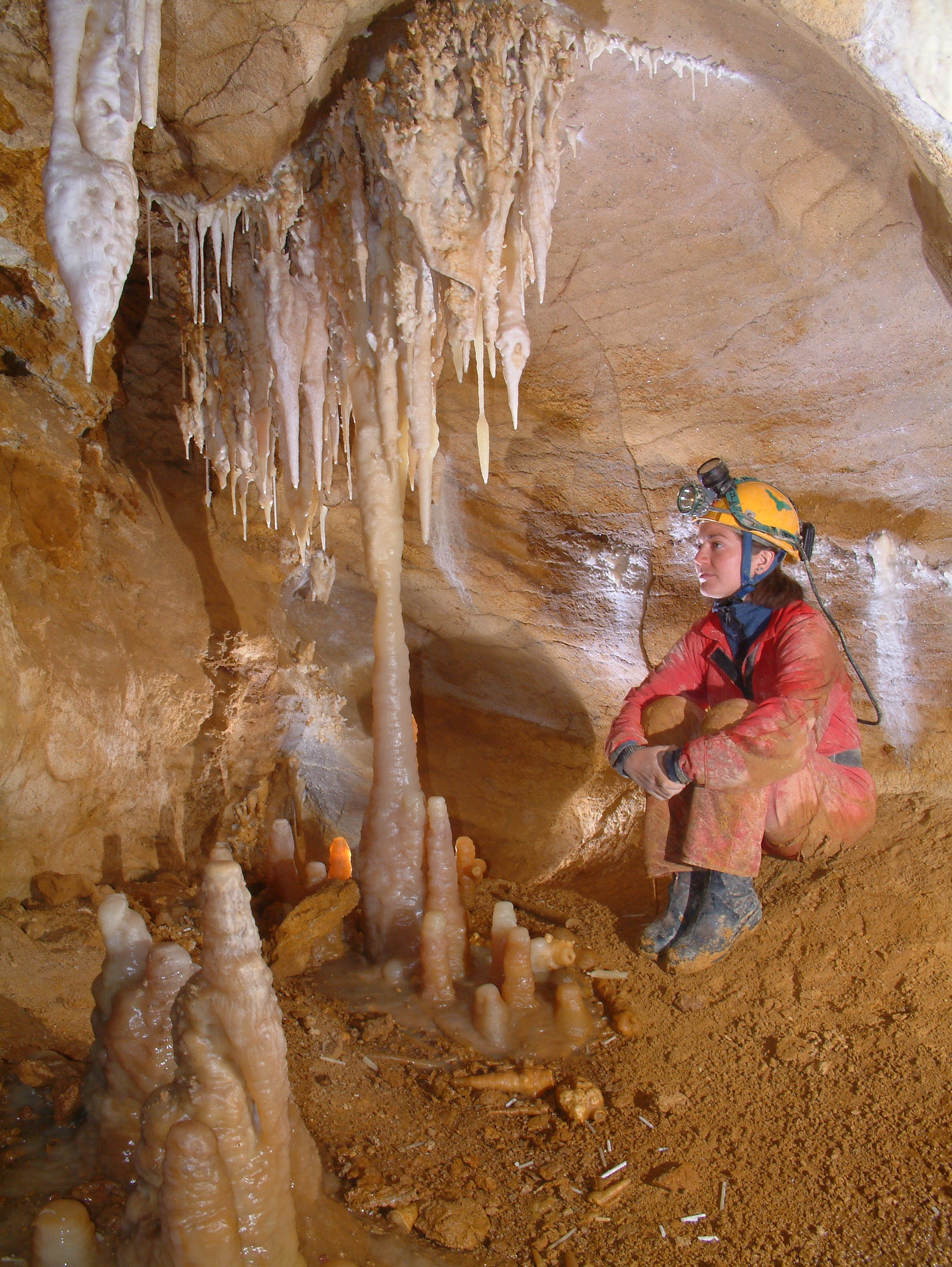
A „Szomorú-fűz“ nevű alakzat a Pál-völgyi-barlangrendszerben 2005-ben
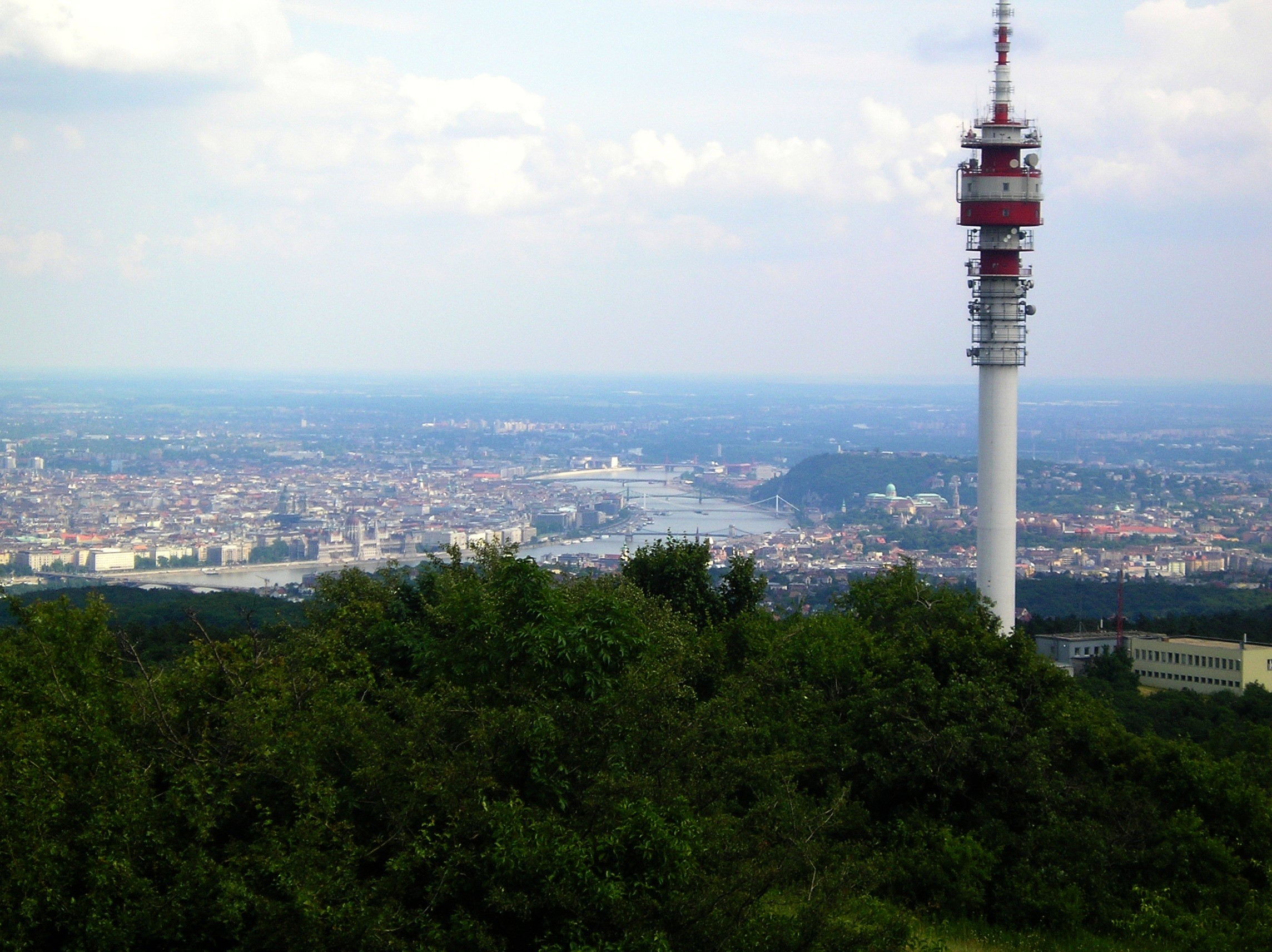
Az ORFK-torony és Budapest látképe a hegyről 2005-ben
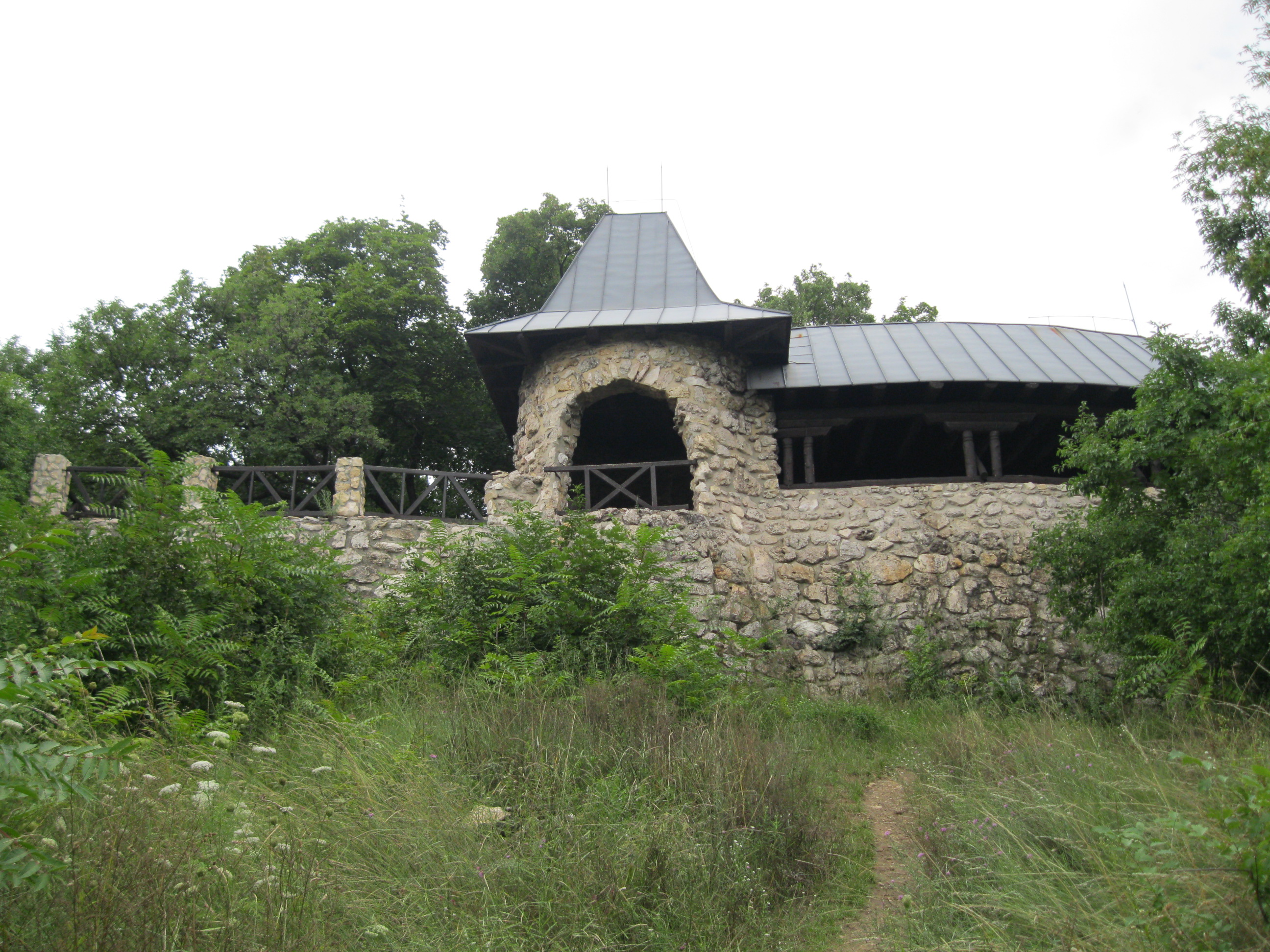
Az Árpád-kilátó a II. kerület felől 2011-ben
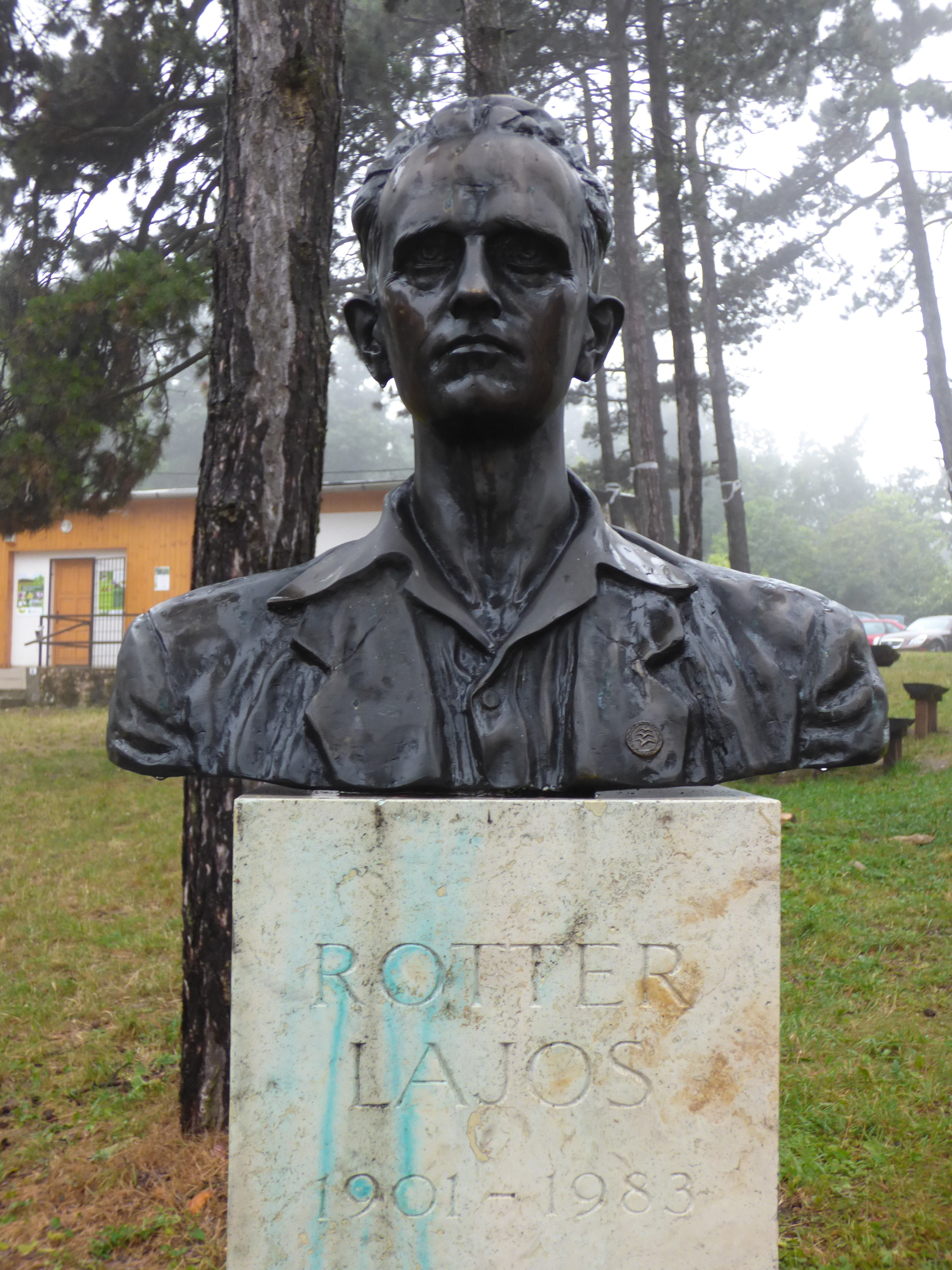
Rotter Lajos vitorlázórepülős szobra a csúcs közelében, 2016
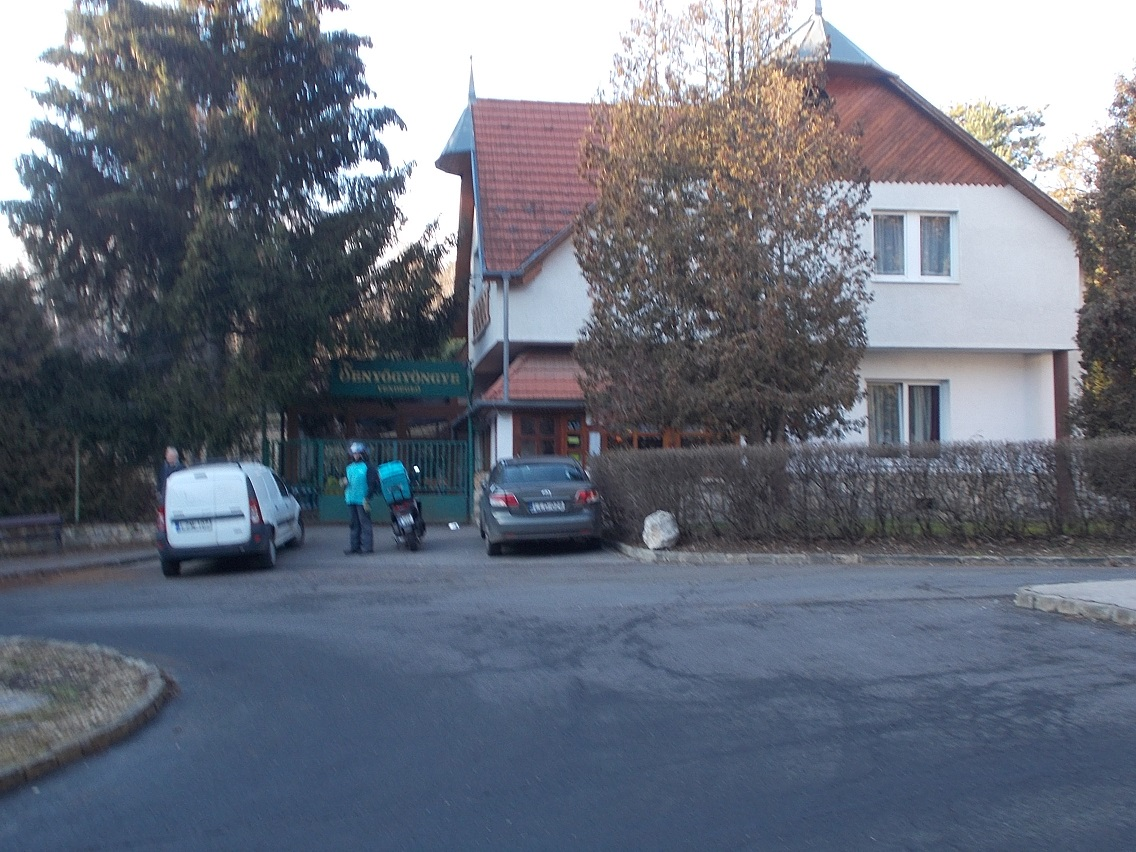
Fenyőgyöngye Vendéglő, 2023
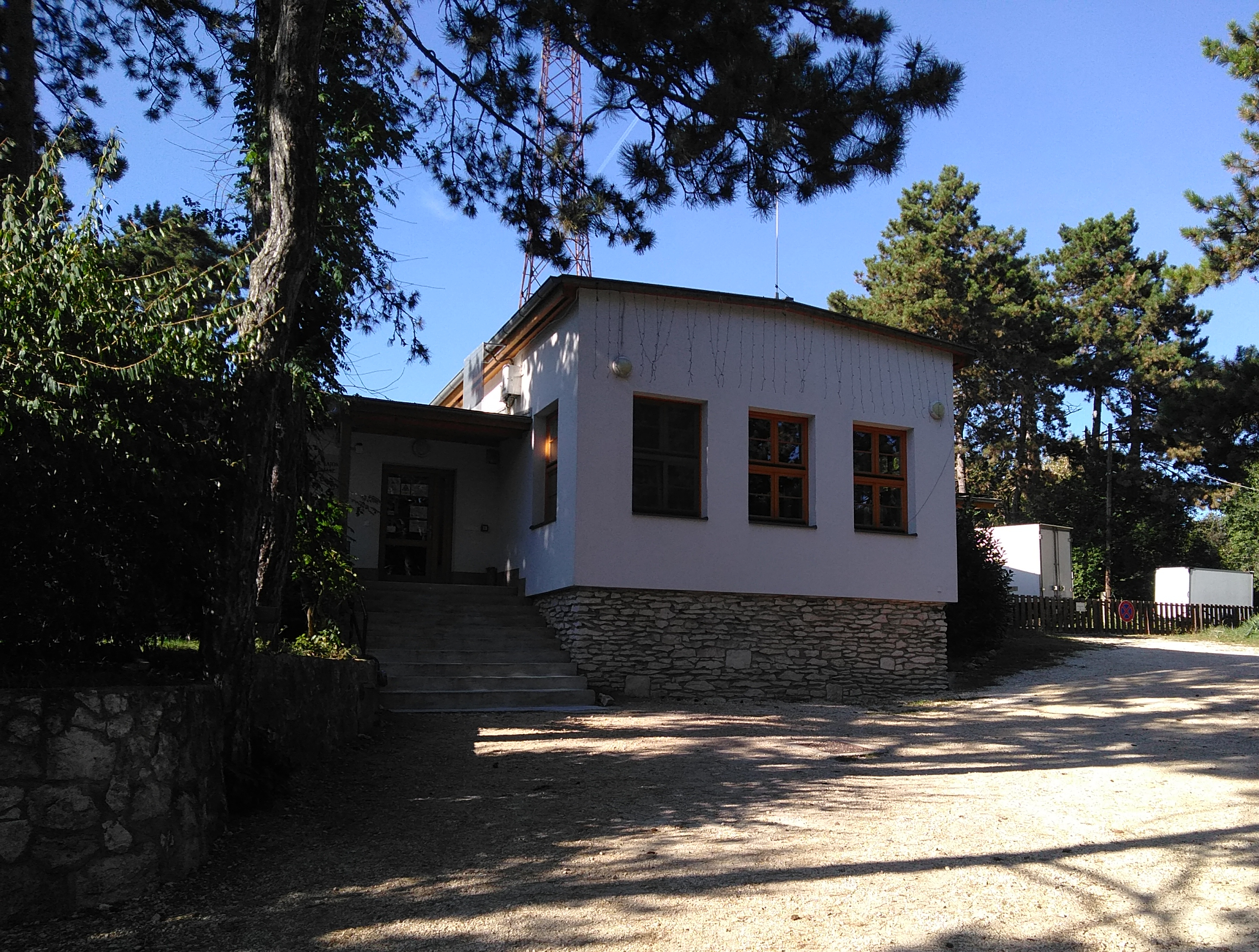
Rotter Lajos Turistaház, 2023
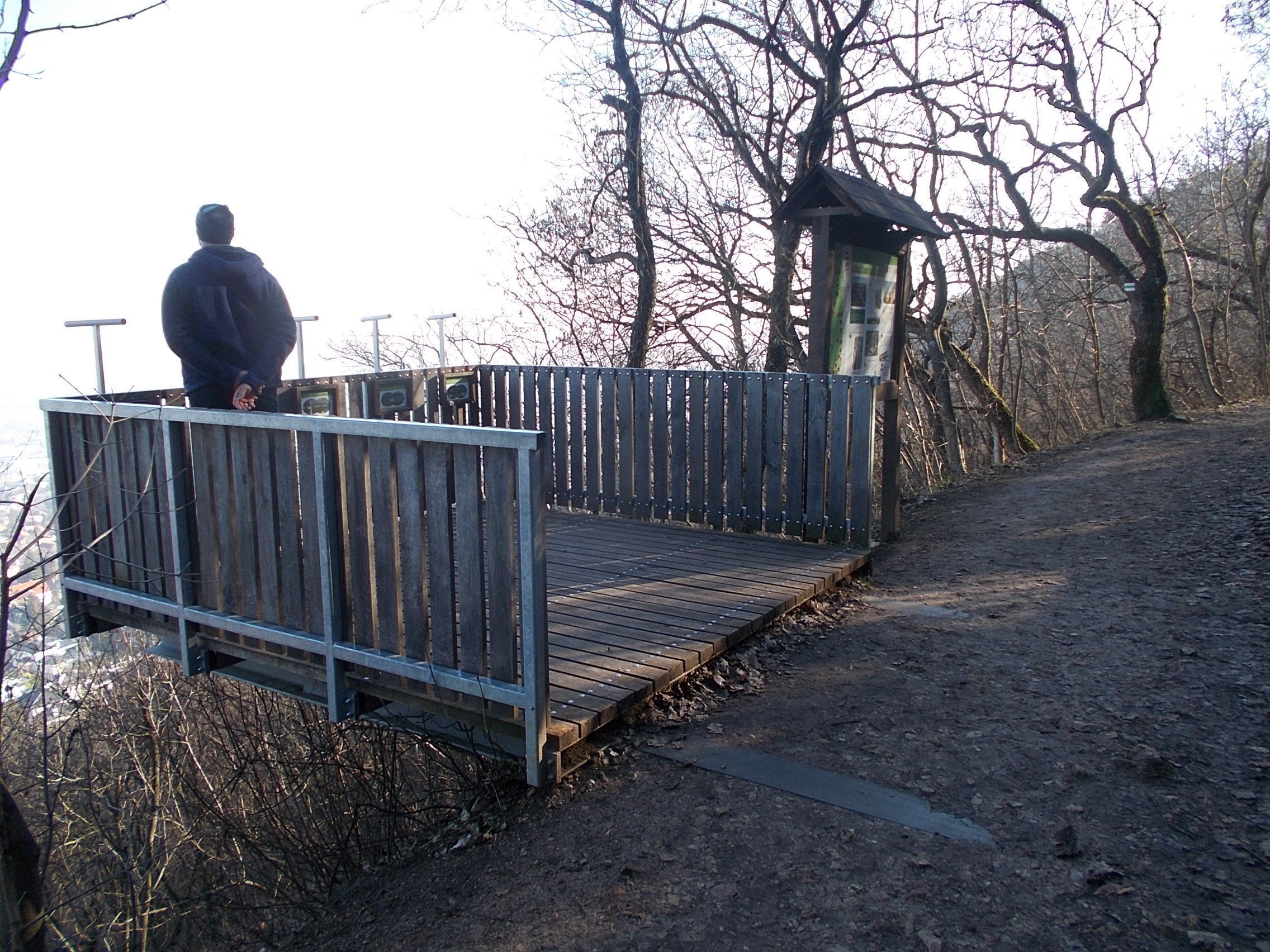
Kilátóterasz a Guckler Károly Tanösvényen, 2023
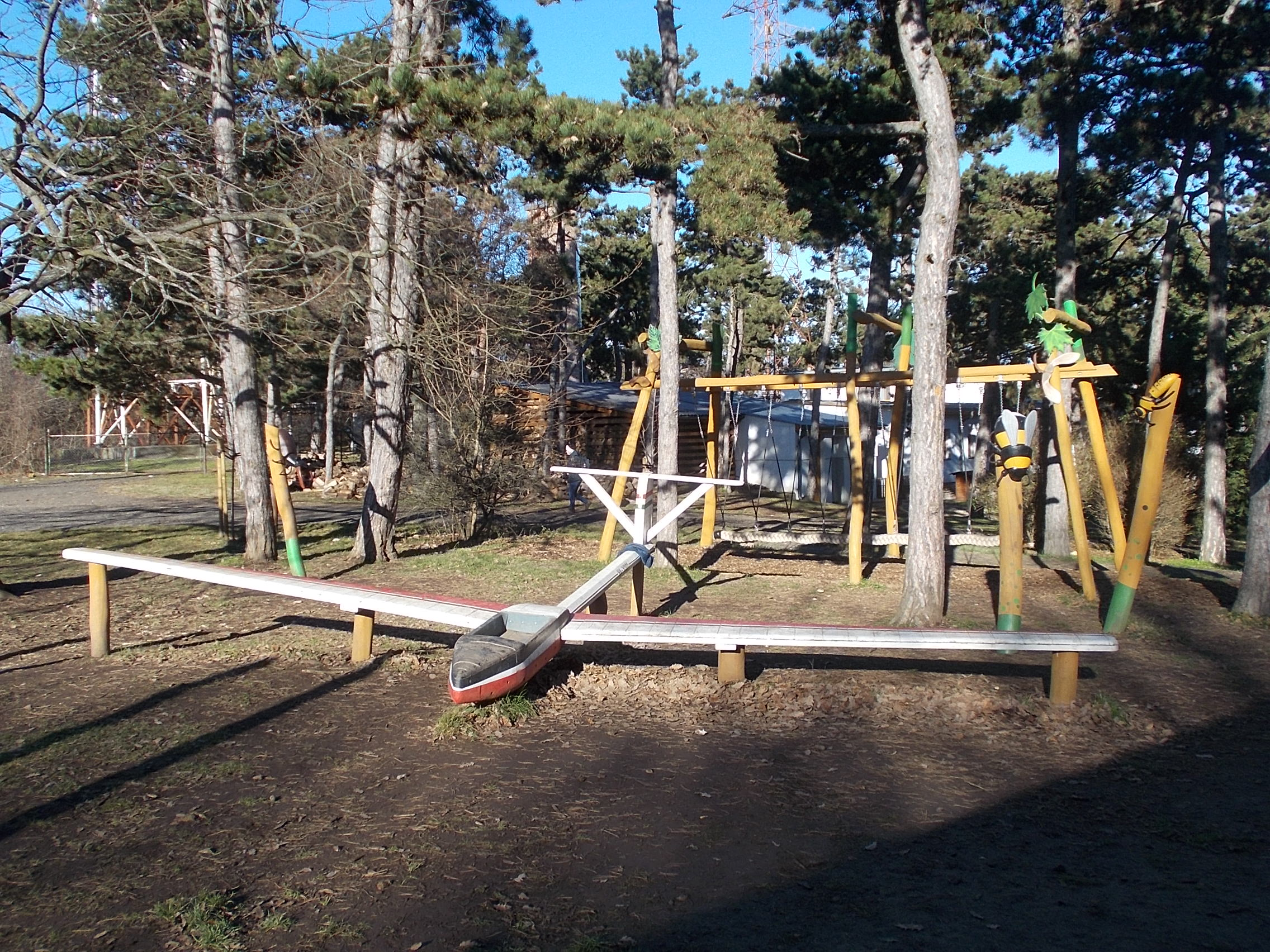
A játszótér 2023-ban a Rotter Lajos turistaház szomszédságában
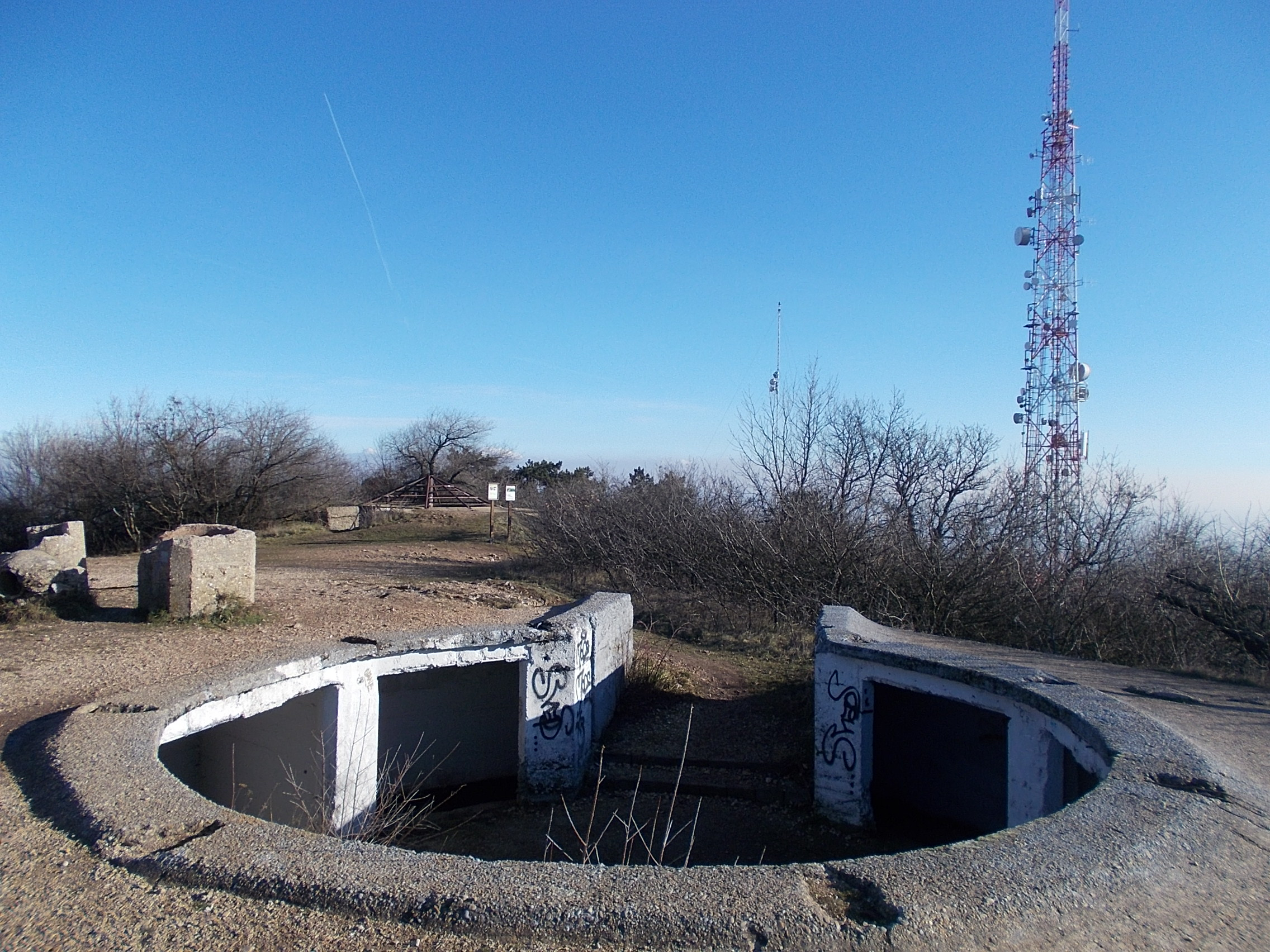
Az ütegek maradványai a csúcson 2023-ban
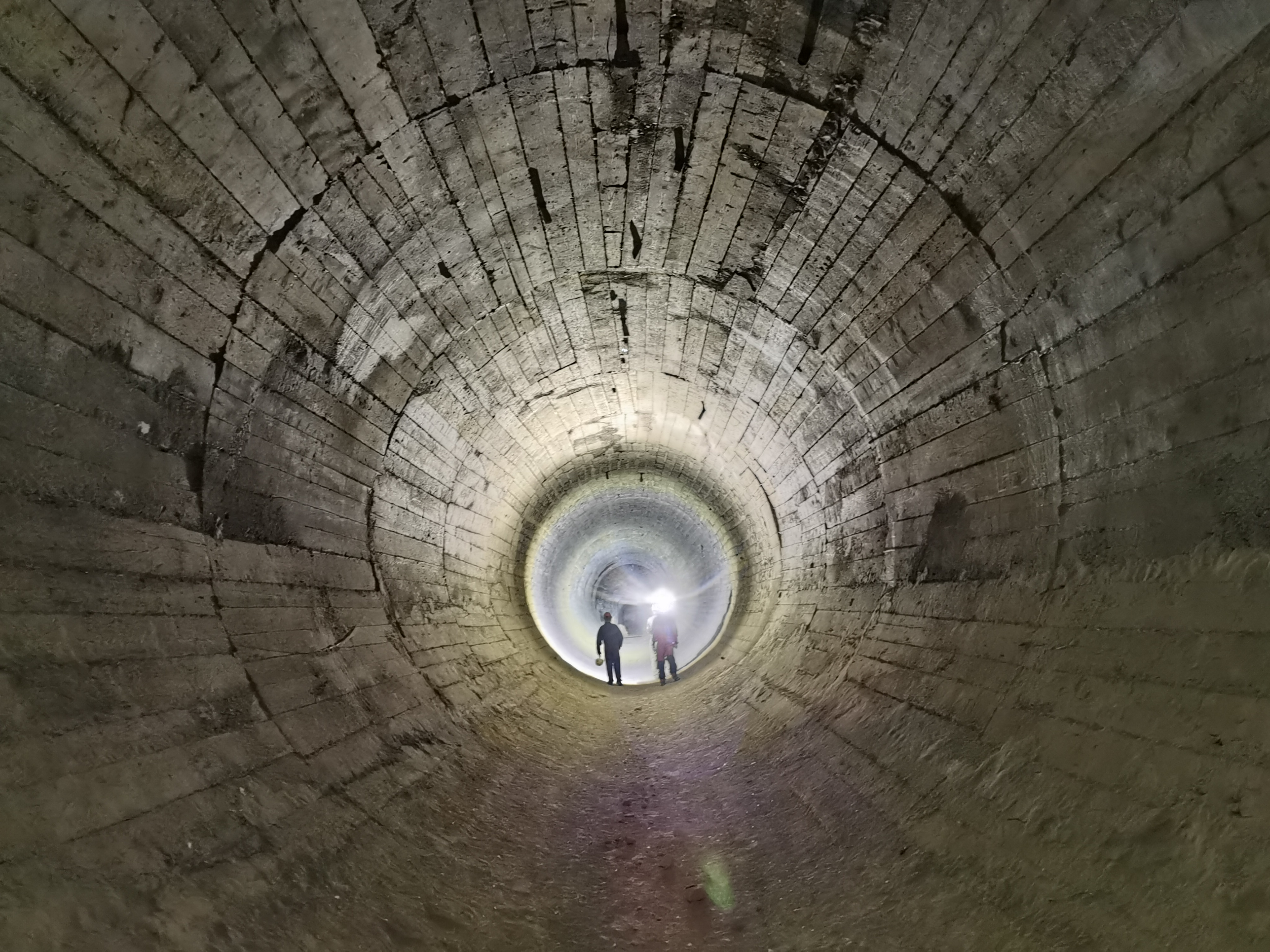
Az óbudai gáztározó 2024-ben